# Liverpool F.C. mùa bóng 2018–19
Mùa giải 2018–19 là mùa giải thứ 127 của Liverpool và là mùa giải thứ 57 liên tiếp của họ ở giải đấu hàng đầu của bóng đá Anh. Đây cũng là mùa giải thứ 27 liên tiếp của câu lạc bộ tại Ngoại hạng Anh. Câu lạc bộ cũng đã thi đấu tại UEFA Champions League, Cúp FA và Cúp EFL. Mùa giải kéo dài từ ngày 1 tháng 7 năm 2018 đến ngày 30 tháng 6 năm 2019.
Liverpool đã kết thúc mùa giải Ngoại hạng Anh với vị trí á quân, chỉ sau Manchester City, đội mà họ phải chịu thất bại duy nhất trong mùa giải, ghi được 97 điểm, xếp thứ ba - tổng số điểm cao nhất trong lịch sử của giải đấu hàng đầu nước Anh và số điểm nhiều nhất được ghi bởi một đội không giành được danh hiệu. Họ bất bại trên sân nhà trong mùa giải thứ hai liên tiếp và thiết lập kỷ lục câu lạc bộ có 30 trận thắng trong một mùa giải. Tại UEFA Champions League, Liverpool đã lọt vào chung kết năm thứ hai liên tiếp, giành chiến thắng 2–0 trước Tottenham Hotspur để đội bóng có chiến thắng thứ sáu của câu lạc bộ tại giải. Tuy nhiên, thành công đã che khuất Liverpool ở các giải đấu quốc nội khi họ bị loại ở cả Cúp FA và Cúp EFL ở vòng ba.
Mùa giải cũng chứng kiến một số màn trình diễn cá nhân nổi bật. Mohamed Salah và Sadio Mané đã chia sẻ Chiếc giày vàng Giải bóng đá Ngoại hạng Anh với Pierre-Emerick Aubameyang của Arsenal, ghi được 22 bàn cho mỗi người; thủ môn Alisson giữ sạch lưới 21 trận để giành Găng tay vàng Giải bóng đá Ngoại hạng Anh và bốn cầu thủ Liverpool được đưa vào PFA Team of the Year, bao gồm Virgil van Dijk, người đã thắng cả 2 giải Cầu thủ xuất sắc nhất năm của PFA và Cầu thủ Ngoại hạng Anh xuất sắc nhất mùa giải. Bốn cầu thủ Liverpool đã lọt vào top 7 Quả bóng vàng châu Âu. Van Dijk được xướng tên ở vị trí á quân, Mané đứng thứ tư, Salah thứ năm và Alisson thứ bảy, trong khi Alisson cũng giành được Cúp Yashin, được trao cho thủ môn có thành tích tốt nhất.
Tại Giải thưởng bóng đá FIFA xuất sắc nhất, Van Dijk và Alisson đã được xướng tên trong FIFA FIFPro Men's World XI, Alisson được vinh danh là Thủ môn xuất sắc nhất FIFA, Van Dijk về nhì cho Cầu thủ xuất sắc nhất FIFA và HLV Jürgen Klopp được xướng tên là Huấn luyện viên nam xuất sắc nhất FIFA. Tại Những giải thưởng cá nhân cấp câu lạc bộ của UEFA, Alisson được xướng tên là Thủ môn UEFA của mùa giải, và Van Dijk được vinh danh là Hậu vệ UEFA của mùa giải và được trao Giải thưởng Cầu thủ nam xuất sắc nhất năm của UEFA. Sáu cầu thủ Liverpool góp mặt trong đội hình 20 người Đội hình xuất sắc nhất mùa giải.

## Mùa giải

### Trước mùa giải
Tiền mùa giải 2018–19 của Liverpool bắt đầu với bản hợp đồng thứ hai (bản đầu tiên là Naby Keïta, một hợp đồng đã hoàn tất mùa giải trước) và việc chuyển nhượng tiền vệ người Brasil Fabinho từ câu lạc bộ Pháp AS Monaco, hợp đồng chính thức vào ngày 1 tháng 7.
Liverpool dường như sắp có bản hợp đồng thứ ba vì các nguồn tin đáng tin cậy của câu lạc bộ như nhà báo Paul Joyce xác nhận Liverpool đã đạt được thỏa thuận với câu lạc bộ Pháp Lyon Nabil Fekir. Tuy nhiên, câu lạc bộ trong khi xác nhận các cuộc đàm phán đang diễn ra đã thông báo rằng Fekir sẽ ở lại Lyon.
Trận đấu đầu tiên của giai đoạn trước mùa giải diễn ra vào ngày 7 tháng 7 khi Lữ đoàn Đỏ gặp Chester. Lữ đoàn Đỏ bùng nổ với hai bàn thắng của Harry Wilson trong hiệp một, sau đó là năm bàn thắng trong hiệp hai, theo thứ tự, do James Milner từ chấm 11m, Daniel Sturridge, một pha lập công của Ryan Kent, Danny Ings, sau đó là một bàn thắng khác của Sturridge để mang về chiến thắng 0–7 cho Liverpool.
Ngày 10 tháng 7, Lữ đoàn Đỏ đấu với Tranmere Rovers cùng tại Merseyside. Rafa Camacho, Sheyi Ojo và Adam Lallana đều ghi bàn trong hiệp một để đưa đội bóng dẫn trước 0-3. Tranmere đã phản công lại bằng các bàn thắng của Jonny Smith ghi được sau một quả đá phạt khó cho Loris Karius, sau đó Amadou Soukouna đã đệm bóng vào những giây cuối, nhưng Liverpool đã giữ vững và giành chiến thắng 2–3.
Vào ngày 13 tháng 7, Liverpool chính thức công bố bản hợp đồng thứ ba của họ trong mùa hè - cầu thủ chạy cánh người Thụy Sĩ Xherdan Shaqiri từ Stoke City trị giá 13 triệu Bảng.
Ngày hôm sau, vào ngày 14 tháng 7, Bury đã có trận hòa với Liverpool với tỷ số 0–0 tại Gigg Lane. Sturridge, Ojo và Dominic Solanke đều có những nỗ lực dứt điểm từ vạch vôi.
Vào ngày 19 tháng 7, Liverpool xác nhận việc ký hợp đồng thứ tư trong mùa hè với Alisson với phí chuyển nhượng 56 triệu Bảng, biến anh trở thành thủ môn đắt giá nhất trong lịch sử tại thời điểm mua. Cùng ngày hôm đó, Liverpool đánh bại Blackburn Rovers 0–2 với hai bàn thắng trong hiệp hai do công của Sturridge và Lazar Marković.
Liverpool sau đó tham dự International Champions Cup tại Hoa Kỳ, lần đầu tiên đến của Sân vận động Bank of America ở Charlotte vào ngày 22 tháng 7 để thi đấu với Borussia Dortmund. Virgil van Dijk đã mở tỷ số trong hiệp một giúp Lữ đoàn Đỏ dẫn trước 1–0 sau giờ nghỉ giải lao, nhưng Dortmund đã phản công trở lại với hai bàn thắng của Christian Pulisic và một quả phạt đền cuối trận của Jacob Bruun Larsen để mang về cho Dortmund chiến thắng 1-3.
Tiếp theo, vào ngày 26 tháng 7, là một chuyến hành quân đến Sân vận động MetLife ở Đông Rutherford, New Jersey, nơi Liverpool thi đấu với Manchester City. Leroy Sané đã mở tỷ số ở phút 57, nhưng các cầu thủ dự bị Sadio Mané và Mohamed Salah, trở lại sau thời gian nghỉ ngơi sau FIFA World Cup 2018 mang về cho Liverpool chiến thắng 1-2 trước kình địch Ngoại hạng Anh.
Cuối cùng là chuyến đi đến Sân vận động Michigan ở Ann Arbor và một đám đông hơn 100.000 người vào ngày 29 tháng 7 chống lại kình địch không đội trời chung Manchester United. Liverpool có một quả phạt đền do Mané thực hiện, chỉ vì một phản ứng tức thì từ một quả đá phạt của Andreas Pereira. Trong hiệp hai, các bàn thắng của Sturridge, Ojo (từ chấm phạt đền) và bản hợp đồng mới nhất Xherdan Shaqiri trong trận ra mắt đã giúp Liverpool giành chiến thắng 1–4. Vào ngày 4 tháng 8, Liverpool đến Ireland để đánh bại Napoli 5–0 với các bàn thắng trong hiệp một của Milner và Georginio Wijnaldum, sau đó trong hiệp hai của Salah, Sturridge và Alberto Moreno. Lịch thi đấu cuối cùng trước mùa giải của Liverpool là vào ngày 7 tháng 8 trong một trận đấu hiếm hoi trước mùa giải tại Anfield với tư cách là chủ nhà trước Torino. Liverpool đã mở tỉ số với các bàn thắng của Roberto Firmino và Wijnaldum, mỗi người ghi 1 bàn. Andrea Belotti trả lời bằng một cú đánh đầu trước khi giải lao, nhưng Sturridge đã đáp trả bằng một bàn thắng khác giúp Liverpool giành chiến thắng 3-1 trong trận đấu cuối cùng trước mùa giải.

### Tháng 8
Trận đấu mở màn Ngoại hạng Anh của Liverpool là trên sân Anfield với West Ham United vào ngày 12 tháng 8. Lữ đoàn Đỏ dẫn trước 2–0 trong hiệp một với các bàn thắng của Salah và Mané, trước khi sau đó ghi bàn thắng dường như việt vị để nâng tỷ số lên 3–0. Trong những phút cuối trận, Sturridge đã ghi bàn thắng thứ 4 và cũng là cuối cùng cho Liverpool bằng pha chạm bóng đầu tiên của anh ấy, chỉ 24 giây sau khi vào thay Salah. Chiến thắng 4–0 đưa Liverpool lên vị trí đầu bảng lần đầu tiên kể từ tháng 11 năm 2016. Qua đó cũng đồng nghĩa với việc Liverpool chỉ trở thành câu lạc bộ thứ hai trong lịch sử Premier League ghi bốn bàn trở lên trong bốn trận liên tiếp trước một đối thủ.
Trận đấu sân khách đầu tiên của Liverpool trong mùa giải là tại Selhurst Park với Crystal Palace vào ngày 20 tháng 8. Ban đầu, trận đấu diễn ra rất cân bằng trước khi Liverpool được hưởng quả phạt đền ở cuối hiệp một sau pha phạm lỗi của cựu cầu thủ Liverpool Mamadou Sakho với Salah. James Milner đã chuyển đổi quả phạt đền để giúp Liverpool dẫn trước 0-1 ở hiệp một. Hiệp hai diễn ra đều đều trong hầu hết các phần. Tuy nhiên, ở phút cuối, hậu vệ của Palace Aaron Wan-Bissaka nhận thẻ đỏ để tạo lợi thế hơn người cho Liverpool. Mané sau đó ghi bàn vào giây bù giờ cuối để cuối cùng giúp Liverpool giành chiến thắng 0–2.
Lịch thi đấu cuối cùng trong tháng của Liverpool chứng kiến đội trở lại Anfield để tiếp Brighton & Hove Albion vào ngày 25 tháng 8. Sự kháng cự của đội khách bị phá vỡ ở phút 23 khi Salah đưa Liverpool vượt lên dẫn trước 1–0 và trận đấu kết thúc mà không có thêm bàn thắng. Chiến thắng đã chứng kiến Liverpool giành được chín điểm tối đa từ ba trận đấu đầu tiên lần đầu tiên kể từ mùa giải 2013–14.

### Tháng 9
Lịch thi đấu tiếp theo của Liverpool là vào ngày 1 tháng 9 với Leicester City. Liverpool đã dẫn trước nhờ bàn thắng của Mané, sau đó là bàn thắng đầu tiên của Firmino trong mùa giải. Cú đánh đầu cuối hiệp một của anh giúp Lữ đoàn Đỏ dẫn trước 2–0 một cách thoải mái trong hiệp một. Tiếp theo là sự bất cẩn của thủ môn Alisson, cố gắng lừa bóng rồi mất bóng vào Kelechi Iheanacho và Rachid Ghezzal sau đó ghi bàn vào lưới trống. Liverpool đã cố gắng trụ vững trước sức ép liên tục của đối thủ và có chiến thắng 2-1 để duy trì thành tích toàn thắng từ đầu mùa giải. Lịch thi đấu tiếp theo của Liverpool, diễn ra sau kỳ nghỉ ở đấu trường quốc tế là vào ngày 15 tháng 9, trên sân khách Tottenham Hotspur, đội đã không bị đánh bại trên sân khách kể từ mùa giải 2014-15. Lữ đoàn Đỏ vượt lên dẫn trước ở phút 39, với bàn thắng đầu tiên của Wijnaldum trên sân khách tại Ngoại hạng Anh cho Liverpool. Firmino ghi bàn thắng thứ hai trong mùa giải để đưa Lữ đoàn Đỏ lên dẫn trước 2–0. Một bàn thắng muộn của Erik Lamela đã tăng thêm kịch tính cho trận đấu, nhưng Liverpool vẫn giữ vững được chiến thắng thứ 5 trong mùa giải và duy trì thành tích bất bại từ đầu mùa giải, với kết quả này cũng có nghĩa đây là khởi đầu mùa giải tốt nhất của câu lạc bộ kể từ năm 1990. Ngoài ra, Firmino bị chấn thương mắt sau pha đụng vào Jan Vertonghen.
Trận đấu đầu tiên trong mùa giải UEFA Champions League của Liverpool là trận gặp nhà vô địch Pháp Paris Saint Germain vào ngày 18 tháng 9. Lữ đoàn Đỏ dẫn trước nhờ cú đánh đầu của Sturridge, sau đó là quả phạt đền của Milner, trước khi Thomas Meunier ghi bàn để giảm cách biệt xuống còn 2-1 trong hiệp một. Kylian Mbappé đã ghi bàn nâng tỷ số lên 2–2 trong vài phút cuối cùng khi tận dụng được sai lầm của Salah. Firmino vào sân thay người chỉ vài phút trước bàn thắng gỡ hòa đã ghi bàn trong vài giây cuối cùng của trận đấu để giành chiến thắng 3–2.
Trận đấu tiếp theo của Liverpool là vào ngày 22 tháng 9, với Southampton. Liverpool đã dẫn trước nhờ một bàn phản lưới nhà của Wesley Hoedt ở những phút đầu của trận đấu, tiếp theo là bàn thắng của Joël Matip chỉ mười phút sau, Shaqiri đánh đầu chạm xà từ một quả phạt trực tiếp và Salah dứt điểm thành bàn và giành chiến thắng 3–0 cho Lữ đoàn Đỏ khiến Liverpool thắng trận thứ bảy liên tiếp trên mọi đấu trường từ đầu mùa, lần đầu tiên sau 28 năm.
Trận đấu tiếp theo của Liverpool là trận với Chelsea vào ngày 26 tháng 9, ở vòng ba Carabao Cup. Ban đầu, Lữ đoàn Đỏ dẫn trước nhờ bàn thắng của Sturridge, chỉ để Emerson Palmieri ghi bàn gỡ hòa trong mười phút cuối cùng của trận đấu, sau đó là Eden Hazard ghi một bàn thắng tuyệt đẹp để mang về chiến thắng cho Chelsea và chấm dứt chuỗi trận bất bại của Liverpool từ đầu mùa.
Ba ngày sau, vào ngày 29 tháng 9, Lữ đoàn Đỏ một lần nữa đối đầu với Chelsea tại Premier League. Một bàn thắng của Eden Hazard một lần nữa đưa Chelsea vượt lên dẫn trước ở hiệp một trước khi Sturridge ghi một bàn thắng tuyệt đẹp ở cuối trận tạo trận cầu chia điểm cho cả hai bên.

### Tháng 10
Trận đấu tiếp theo của Lữ đoàn Đỏ là gặp Napoli tại Champions League tại Sân vận động San Paolo vào ngày 3 tháng 10. Liverpool đã gặp khó khăn trong suốt trận đấu, đặc biệt là trong tấn công, nơi họ không thể có một cú sút trúng đích lần đầu tiên kể từ năm 2006. Một bàn thắng của Lorenzo Insigne ở phút 90 cuối cùng đã phá vỡ thế bế tắc sau khi hàng thủ của Liverpool bỏ lỡ nhiều cơ hội. Sau thất bại, Jürgen Klopp tuyên bố rằng Lữ đoàn Đỏ "chỉ có tự trách mình" vì trận thua.
Trận đấu gặp nhà vô địch giải đấu Manchester City vào ngày 7 tháng 10 nhận rất nhiều mối quan tâm trước trận đấu. Tuy nhiên, trận đấu cuối cùng kết thúc mà không bàn thắng khi hàng phòng ngự của cả hai đội đều chơi rất tốt. Điểm nổi bật của trận đấu là Riyad Mahrez bỏ lỡ một quả phạt đền trong vài phút cuối của trận đấu sau khi Virgil van Dijk phạm lỗi với Leroy Sané, Mahrez sút bóng qua xà ngang tạo trận hòa 0–0. Trong thời gian nghỉ thi đấu ở đấu trường quốc tế, Lữ đoàn Đỏ gặp phải một số vấn đề về chấn thương đối với những cầu thủ chủ chốt, bao gồm Salah, Mané, Van Dijk và Keïta, mặc dù chỉ có Keïta sẽ phải nghỉ thi đấu trong thời gian dài.
Trận đấu đầu tiên của Lữ đoàn Đỏ sau kỳ nghỉ ở đấu trường quốc tế là trận gặp Huddersfield Town vào ngày 20 tháng 10 và là cuộc gặp thứ ba giữa Klopp và bạn thân David Wagner. Lữ đoàn Đỏ đã vượt lên dẫn trước sau pha lập công của Salah trong hiệp một, trận đấu cũng đánh dấu sự ra mắt của Fabinho sau khi vào sân thay người ở phút 69. Huddersfield có nhiều nỗ lực nhưng không thể ghi bàn vì Liverpool đã phòng ngự xuất sắc và giành chiến thắng 1–0.
Trận đấu tiếp theo của Liverpool là trận cầu giữa tuần tại Champions League với Sao Đỏ Belgrade vào ngày 24 tháng 10. Sau bàn mở tỷ số, Lữ đoàn Đỏ đã vượt lên dẫn trước nhờ bàn thắng của Roberto Firmino ở phút thứ 20, sau đó là bàn thắng của Salah ở phút bù giờ. Salah ghi bàn thắng thứ hai từ chấm phạt đền, đó là bàn thắng thứ 50 của anh cho câu lạc bộ trên mọi đấu trường. Mané, sau khi bỏ lỡ một quả phạt đền, đã ghi bàn giúp Liverpool giành chiến thắng 4–0, cùng với kết quả là trận hòa 2–2 giữa Napoli và Paris Saint-Germain, đưa Lữ đoàn Đỏ lên đầu bảng Champions League.
Trận đấu tiếp theo của Liverpool là với Cardiff City vào ngày 27 tháng 10. Lữ đoàn Đỏ vượt lên dẫn trước nhờ bàn thắng của Salah ở phút thứ 10 nhưng sau đó không thể phá vỡ hàng thủ của Cardiff trước khi Mané ghi bàn nâng tỷ số lên 2–0 ở phút 66 và chỉ để Callum Paterson ghi bàn ở phút 77 phút. Sau đó, Shaqiri ghi bàn thắng đầu tiên của anh giúp câu lạc bộ nâng tỉ số lên 3–1, 3 phút sau Mané ghi bàn nâng tỉ số lên 4–1 và tạm thời đưa Lữ đoàn Đỏ lên đầu bảng.

### Tháng 11
Trận đấu tiếp theo gặp Arsenal vào ngày 3 tháng 11. Trong trận, Milner đã ghi bàn thắng thứ 50 tại Premier League để mở tỷ số 1–0 cho Liverpool ở phút 61, sau một sai lầm của thủ môn Bernd Leno, mặc dù Alexandre Lacazette đã ghi bàn gỡ hòa vào cuối trận sau khi anh ấy cướp bóng từ Alisson và hai bên có tỷ số hòa 1-1.
Ba ngày sau, Liverpool đấu với Sao Đỏ Belgrade tại Champions League, với trận thua sốc 2–0 của Lữ đoàn Đỏ sau hai bàn thua sớm do công của Milan Pavkov, với thất bại này đe dọa nghiêm trọng đến hy vọng vào vòng loại của Liverpool. Lịch thi đấu tiếp theo của Liverpool là với Fulham vào ngày 11 tháng 11. Sau khi hiệp một khép lại mà không có bàn thắng, Salah ghi bàn chỉ 14 giây sau khi Fulham ghi bàn thắng nhưng việt vị. Shaqiri ghi bàn thắng thứ hai cho câu lạc bộ trong hiệp hai để giành chiến thắng 2–0 và tạm thời trở lại ngôi đầu bảng.
Sau kỳ nghỉ đấu trường quốc tế, trận đấu tiếp theo của Liverpool là trận đấu với Watford tại Vicarage Road vào ngày 24 tháng 11. Hornets đã ghi bàn ở phút thứ hai, nhưng bàn thắng của Gerard Deulofeu đã bị phất cờ báo việt vị. Sau khi hiệp một khép lại, Salah đã mở tỷ số cho Liverpool, sau đó là bàn thắng từ quả phạt trực tiếp của Trent Alexander-Arnold, người đã ghi bàn thắng đầu tiên trong mùa giải. Trong vài phút cuối cùng của trận đấu, đội trưởng Jordan Henderson phải rời khỏi sân sau pha phạm lỗi với Étienne Capoue dẫn đến thẻ vàng thứ hai. Một cú đánh đầu vào cuối hiệp hai của Firmino là đủ để giúp Liverpool giành chiến thắng 3–0 trên sân khách.
Trận đấu cuối cùng trong tháng của Liverpool là chuyến làm khách trên sân của Paris Saint-Germain trong khuôn khổ vòng bảng Champions League. Đội chủ nhà đã vượt lên dẫn trước nhờ bàn thắng của Juan Bernat, sau đó là bàn thắng của Neymar để nhân đôi cách biệt cho đội chủ nhà. Bất chấp một quả phạt đền từ Milner, Lữ đoàn Đỏ đã không thể ghi bàn gỡ hòa và rời Sân vận động Công viên các Hoàng tử mà không có điểm nào. Thất bại này đồng nghĩa với việc Liverpool phải thắng 1–0 hoặc cách biệt 2 bàn trước Napoli trong trận đấu cuối cùng để đi tiếp vào vòng loại trực tiếp của giải đấu.

### Tháng 12
Vào tháng cuối cùng của năm dương lịch, Liverpool đã đấu với đối thủ cùng thành phố Everton vào ngày 2 tháng 12. Trong một thế trận rất chặt chẽ, cả hai đội đều có nhiều nỗ lực, việc Alisson đánh đầu cản phá của André Gomes và Joe Gomez phá bóng bật ra và một cú sút từ Gylfi Sigurðsson. Trong những giây cuối cùng của trận đấu, Divock Origi đã ghi bàn thắng đầu tiên cho câu lạc bộ kể từ tháng 5 năm 2017, sau một lỗi kỳ lạ từ thủ môn Jordan Pickford, để ấn định chiến thắng kịch tính 1–0 cho Lữ đoàn Đỏ và kéo dài chuỗi trận không thắng của Everton trước Liverpool lên 18 trận.
Trong trận đấu giữa tuần vào ngày 5 tháng 12, Lữ đoàn Đỏ thi đấu trên sân khách với Burnley. Đội chủ nhà đã bất ngờ dẫn trước Jack Cork sau khi Alisson không thể đỡ bóng sau quả phạt góc của Burnley. Liverpool đã sớm ghi bàn gỡ hòa thông qua cú dứt điểm tuyệt vời từ Milner và ngay sau đó cầu thủ vào thay người Firmino ghi bàn bằng cú chạm đầu tiên để tạo kết quả có lợi cho Liverpool cùng với việc Shaqiri ghi bàn sau một pha cản phá của Alisson để ấn định tỷ số 3–1 thắng lợi. Chiến thắng giúp Liverpool bất bại trong 15 trận đấu đầu tiên của họ, tốt nhất từ trước đến nay.
Trong trận đấu cuối tuần ngày 8 tháng 12, Liverpool thắng 4–0 trước Bournemouth với hat-trick của Salah và phản lưới nhà của Steve Cook, để vươn lên dẫn đầu bảng xếp hạng. Trận đấu này cũng được đánh dấu bằng việc Milner có trận đấu thứ 500 tại Premier League. Trận đấu tiếp theo của câu lạc bộ là trận đấu quan trọng với Napoli trong trận đấu thuộc vòng bảng Champions League. Liverpool vượt lên dẫn trước nhờ bàn thắng của Salah, sau đó đội chủ nhà bỏ lỡ nhiều cơ hội rất ngon ăn. Ở phút bù giờ, Arkadiusz Milik có cơ hội gỡ hòa từ điểm cách khung thành hơn 7 mét, nhưng cú sút của anh ấy bị Alisson cứu thua, do đó quan trọng là giúp Liverpool thắng 1–0 và đủ điều kiện tham dự vòng knock-out.
Trong trận đấu tiếp theo vào ngày 16 tháng 12, Liverpool tiếp đón đối thủ đáng gờm Manchester United, đội đang có phong độ không tốt nhưng chưa nếm mùi thất bại trước Lữ đoàn Đỏ kể từ tháng 3 năm 2014. Cuối cùng, Liverpool đã giành chiến thắng. Đội chủ nhà đã vượt lên dẫn trước nhờ cú vô lê của Mané, trước khi Jesse Lingard gỡ hòa sau một sai lầm của thủ môn Alisson. Cầu thủ dự bị Shaqiri sau đó ghi hai bàn trong bảy phút để có chiến thắng 3–1 cho Lữ đoàn Đỏ.
Lịch thi đấu tiếp theo là vào ngày 21 tháng 12, một trận đấu trên sân khách với Wolverhampton Wanderers, với chiến thắng 2–0 cho đội khách. Salah ghi bàn mở tỷ số sau đường chuyền của Fabinho, sau đó cầu thủ người Ai Cập kiến tạo cho Van Dijk ghi bàn thắng đầu tiên cho Liverpool. Kết quả đảm bảo rằng Liverpool sẽ đứng đầu Ngoại hạng Anh vào ngày Giáng sinh, do trước đó Manchester City có trận thua bất ngờ trên sân nhà trước Crystal Palace qua đó đảm bảo Lữ đoàn Đỏ sẽ có cách biệt 4 điểm.
Lịch thi đấu truyền thống trong Ngày Tặng quà (Boxing Day) có sự góp mặt của chủ nhà Liverpool trước Newcastle United và huấn luyện viên cũ Rafael Benítez. Đội chủ nhà đã vượt lên dẫn trước nhờ một pha lập công tuyệt vời của Dejan Lovren, sau đó là quả phạt đền ở hiệp hai của Salah sau khi người Ai Cập bị Paul Dummett phạm lỗi, trước khi cú sút của Shaqiri giúp mang về ba điểm, cầu thủ vào thay Fabinho ghi bàn thắng đầu tiên cho câu lạc bộ để ấn định chiến thắng 4–0. Cùng với các kết quả thuận lợi khác trong giải đấu, đảm bảo rằng Lữ đoàn Đỏ sẽ đi đến trận đấu cuối cùng của năm 2018 với 6 điểm cách biệt và sẽ đứng đầu vào ngày đầu năm mới.
Trận đấu cuối cùng của năm 2018 của Liverpool gặp lại Lữ đoàn Đỏ trên sân Anfield, lần này tiếp đón Arsenal chỉ 56 ngày sau trận đấu lượt đi tại Emirates. Mặc dù bị tụt lại ở phút thứ 11 với bàn thắng do công Ainsley Maitland-Niles của Pháo thủ, nhưng chỉ vài phút sau đó, Liverpool vượt lên dẫn 2-1 nhờ cú đúp của Firmino, Mané giúp vươn lên dẫn trước ở phút thứ 32 và Salah một lần nữa ghi bàn từ chấm phạt đền trong những phút hấp dẫn của phút bù giờ. Chỉ có một bàn thắng được ghi trong hiệp hai, ngay sau khi Firmino lập hat-trick đầu tiên cho Liverpool từ chấm phạt đền. Với việc Tottenham Hotspur đã để thua 3–1 trên sân nhà trước Wolves ở trận đấu trước đó, kết quả đã giúp Lữ đoàn Đỏ giành được cách biệt 9 điểm so với đội xếp thứ hai, mặc dù khoảng cách sau đó đã bị giảm xuống còn bảy điểm sau chiến thắng của Manchester City trước Southampton ngày hôm sau. Ngoài ra câu lạc bộ không chỉ kéo dài chuỗi trận bất bại của họ trong giải đấu lên 21 trận, mà còn bất bại tại Anfield trong giải đấu từ năm 2018, cũng như cân bằng kỷ lục do đội của Rafael Benítez thiết lập trong năm 2008–09 bất bại tại Anfield tại giải đấu trong 31 trận.

### Tháng 1
Liverpool đã khởi đầu năm mới với chuyến làm khách đầy khó khăn đến sân Etihad để đối mặt với Manchester City, biết rõ rằng một chiến thắng có thể giúp họ vươn lên dẫn trước lên mười điểm. Trong hiệp một chặt chẽ, Liverpool đã có một bàn thắng nhưng không được công nhận bởi công nghệ goal-line trước khi hậu vệ của Man City Vincent Kompany tránh được thẻ đỏ do phạm lỗi với Salah, Sergio Agüero mở tỷ số cho nhà vô địch ở phút thứ 40. Liverpool đã gỡ hòa trong hiệp hai, Firmino ghi bàn ở phút 64, nhưng Sané đã ghi bàn cho Man City chỉ chưa đầy 10 phút sau đó. Trận thua đã chấm dứt khởi đầu mùa giải bất bại của Liverpool và kéo Man City vững vàng trở lại cuộc đua đến danh hiệu.
Trận đấu này hóa ra là thất bại duy nhất của Liverpool tại Premier League mùa giải 2018–19 và năm 2019 dương lịch.
Trận đấu tiếp theo lại diễn ra trên sân của Wolves, lần này là ở vòng 3 FA Cup. Với thách thức danh hiệu, Klopp đã thực hiện chín sự thay đổi đối với đội, chỉ có Milner và Lovren giữ vị trí của họ sau thất bại trước Man City, cho ra mắt đội một bằng những cầu thủ trẻ ở học viện LFC như Curtis Jones và Rafa Camacho và để Fabinho ở vị trí trung vệ cùng với Dejan Lovren. Tuy nhiên, chỉ mới 5 phút bắt đầu trận đấu, Lovren đã được vào sân thay vì chấn thương gân kheo. Người thay thế anh, Ki-Jana Hoever (đã ký hợp đồng với học viện vào mùa hè), trở thành cầu thủ Liverpool trẻ nhất từng ra mắt đội một, ở tuổi 16. Wolves đã mở tỷ số phút thứ 38 do công của Raúl Jiménez. Giống như ở Etihad, Liverpool đã gỡ hòa trong hiệp hai với bàn thắng của Origi ở phút 51. Tuy nhiên, Rúben Neves đã đưa đội chủ nhà vượt lên dẫn trước bốn phút sau đó bằng một cú sút tuyệt vời ở cự ly khoảng 28 mét. Đội West Midlands thậm chí còn có thể ghi được nhiều bàn hơn nhưng Hoever thực hiện một pha xử lý tuyệt vời để ngăn Jiménez ghi bàn khi trận đấu còn 15 phút. Kết quả là Liverpool bị loại khỏi Cúp FA ở vòng 3 lần đầu tiên kể từ năm 2011 và bị loại bởi Wolves lần thứ hai sau ba mùa giải.
Bất chấp những kết quả này, một số thông tin tích cực cho câu lạc bộ trong những tuần đầu của tháng, khi cả Klopp và Van Dijk đều giành được Huấn luyện viên Giải Ngoại hạng Anh xuất sắc nhất và Cầu thủ Ngoại hạng Anh xuất sắc nhất tháng 12. Liverpool đã thắng tất cả 7 trận đấu để đi từ vị trí thứ hai lên thứ nhất, trong khi Van Dijk trở thành hậu vệ đầu tiên của giải đấu giành được giải thưởng này kể từ năm 2013.
Trận đấu tiếp theo của Lữ đoàn Đỏ là trên sân khách của Brighton & Hove Albion, Lữ đoàn Đỏ hy vọng sẽ gạt hai trận thua trước đó. Sau hiệp một không có bàn thắng, Lữ đoàn Đỏ không tìm được cách vượt qua hàng phòng ngự ngoan cố của Seagulls, quả phạt đền thứ ba của Salah trong bốn trận ở phút 50 đã đưa Lữ đoàn Đỏ vượt lên dẫn trước, tỷ số được giữ nguyên cho đến hết thời gian, ít nhất là cho đến tối thứ Hai, Liverpool có bảy điểm cách biệt để dẫn đầu.
Trong trận đấu tiếp theo, Liverpool chào đón cựu huấn luyện viên Roy Hodgson và Crystal Palace đến Anfield - Lữ đoàn Đỏ biết rằng chiến thắng có thể giúp họ lần nữa bỏ xa Man City bảy điểm, nhưng cũng biết rằng Palace đã thắng ba trong năm trận đấu trước đó của họ và cũng đã giành chiến thắng trước Man City chỉ bốn tuần trước đó. Trận đấu diễn biến đến giữa hiệp đầu thì tiền đạo của Palace Andros Townsend ghi bàn gây tranh cãi với cú sút đầu tiên của Những chú đại bàng vào khung thành, chỉ vài giây sau khi anh có hành động chạm tay trong vòng cấm của Palace. Bị dẫn trước một bàn trong hiệp hai, Liverpool bùng nổ trong hiệp hai với Salah ghi bàn thắng thứ 15 của anh trong mùa giải trong khi chưa qua 1 phút hiệp hai và Firmino đưa đội nhà vượt lên dẫn trước chỉ 7 phút sau đó. Tuy nhiên, Palace đã chứng minh rằng họ không hề cam chịu khi James Tomkins ghi bàn, Liverpool khôi phục lại vị trí dẫn bàn ở phút 78 nhờ công của Salah. Hành động phạm lỗi lần 2 của Milner đã khiến Lữ đoàn Đỏ chỉ còn chơi với 10 người và may mắn khi Mané ghi bàn trong thời gian bù giờ. Max Meyer có bàn thắng đầu tiên cho Palace nhưng đã quá muộn và cuối cùng Liverpool giành chiến thắng thứ 19 trong mùa giải và kéo dài chuỗi trận bất bại trên sân nhà lên 32 trận, dài nhất kể từ năm 1980 tại giải hạng Nhất cũ, khi đó đội có 60 trận bất bại trên sân nhà.
Trận đấu tiếp theo của Lữ đoàn Đỏ diễn ra với cuộc tiếp đón Leicester City đến Anfield. Biết rằng Manchester City đã thua Newcastle United ngày hôm trước, Liverpool có cơ hội kéo dài ngôi đầu bảng một lần nữa nhưng cuối cùng đã thất bại trước một Bầy cáo kiên cường. Mané đưa Lữ đoàn Đỏ vượt lên ở phút thứ ba chỉ khi Harry Maguire đánh đầu gỡ hòa trong hiệp một. Không có bàn thắng nào được ghi trong hiệp hai và Leicester may mắn tránh được một quả phạt đền khi Keïta bị phạm lỗi trong vòng cấm.

### Tháng 2
Trận đấu đầu tiên trong tháng của Liverpool là trận đấu với West Ham United tại Sân vận động Olympic và kết thúc bằng trận hòa 1-1 thứ hai liên tiếp, Michail Antonio ghi bàn ngay trước phút 30 phút. Điều này giúp Manchester City đứng đầu bảng về hiệu số bàn thắng bại với các chiến thắng trước Arsenal và kình địch của Liverpool là Everton.
Lữ đoàn Đỏ sau đó đã phục hồi với chiến thắng 3–0 dễ dàng trước Bournemouth tại Anfield, Mané và Wijnaldum ghi bàn trong vòng 10 phút ở hiệp một và Salah ghi bàn thắng cuối cùng chỉ vài phút sau khi hiệp hai bắt đầu. Với bàn thắng của mình, Salah trở thành cầu thủ đầu tiên kể từ Luis Suárez ghi ít nhất 20 bàn trong các mùa giải liên tiếp.
10 ngày sau, Lữ đoàn Đỏ chào đón gã khổng lồ nước Đức Bayern Munich đến Anfield trong trận lượt đi vòng loại trực tiếp vòng 16 đội Champions League. Trận đấu kết thúc với tỷ số 0–0 khi cả hai bên đều có cơ hội nhưng cuối cùng không bàn thắng nào được ghi.
Trận đấu tiếp theo của Liverpool diễn ra tại Old Trafford để đối mặt với kình địch Manchester United, đội đã có được sự hồi sinh đáng kinh ngạc dưới thời huấn luyện viên tạm quyền người Na Uy Ole Gunnar Solskjær sau trận thua tại Anfield vào tháng 12. Trận đấu kết thúc với tỷ số 0–0, Lữ đoàn Đỏ đã có một màn trình diễn kém cỏi trước một đội United, MU đã phải thay cả ba người trong khoảng thời gian 25 phút trong hiệp một và đội may mắn tránh được bàn thua muộn, khi Joël Matip đá phản lưới nhà nhưng trước đó cầu thủ MU việt vị nên không được công nhận.
Trận đấu trên sân nhà với Watford, Liverpool đã có chiến thắng lớn nhất trong mùa giải với chiến thắng 5–0 trước Hornets. Mané đã nối dài chuỗi trận ghi bàn ấn tượng của mình với một cú đúp trong hiệp một trước khi Origi ghi bàn ở hiệp hai. Van Dijk đã ghi một cú đúp giúp Lữ đoàn Đỏ bỏ xa Manchester City một điểm và gia tăng hiệu số bàn thắng bại.

### Tháng 3
Vào ngày 3 tháng 3, Liverpool đã có trận hòa không bàn thắng trước Everton tại Goodison Park. Lữ đoàn Đỏ đã có vài pha hãm bóng cận thành thủ môn Jordan Pickford của The Blues vài lần trong hiệp đấu nhưng cuối cùng không vượt qua được anh. Với việc Man City giành chiến thắng trên sân Bournemouth ngày hôm trước, câu lạc bộ vùng Merseyside đã đánh mất ngôi đầu bảng.
Cuối tuần sau, Lữ đoàn Đỏ tiếp đón Burnley đến sân Anfield, biết rằng chỉ có thể chấp nhận một chiến thắng để bám đuổi Man City. Tuy nhiên, đội đã có một khởi đầu tệ hại sau khi Ashley Westwood ghi bàn trực tiếp từ một quả phạt góc chỉ sau 6 phút, mặc dù các đoạn phát lại cho thấy Allison đã bị hậu vệ James Tarkowski cản trở trong quá trình phòng thủ. Liverpool buộc mình phải trở lại thế trận, 13 phút sau đó sau Firmino tận dụng được cú sút lóng ngóng từ thủ môn đối diện Tom Heaton. Liverpool sau đó dẫn trước ngay trước phút 30 do công của Mané. Firmino ghi thêm bàn thắng thứ hai của trận đấu, một lần nữa tận dụng một sai lầm từ Heaton, trước khi Burnley ghi thêm bàn thắng thứ hai ở phút bù giờ đầu tiên do công của tiền vệ Iceland Jóhann Berg Guðmundsson. Tuy nhiên, Liverpool vẫn giành chiến thắng xứng đáng chỉ hai phút sau đó sau khi Mané ghi bàn thắng thứ hai của anh ở trận đấu. Chiến thắng đảm bảo Lữ đoàn Đỏ chỉ kém Man City một điểm khi còn 8 trận đấu còn lại.
Trận đấu tiếp theo chứng kiến Liverpool đến Đức và Allianz Arena cho trận lượt về vòng 16 đội Champions League với Bayern Munich. Sau khoảng thời gian 25 phút đầu tiên, Lữ đoàn Đỏ đã mở tỷ số nhờ công của Mané, người tiếp tục phong độ ghi bàn tuyệt vời của mình với một pha dứt điểm tuyệt vời nhờ tình huống xoay xở để vượt qua thủ môn Manuel Neuer trước khi sút bóng vào khung thành. Tuy nhiên, đội bóng của Đức đã tìm được bàn gỡ, san bằng tỷ số 13 phút sau đó nhờ bàn phản lưới nhà của Matip. Bất chấp việc Bayern gia tăng sức ép trong hiệp hai, Liverpool mới là người dẫn trước nhờ cú đánh đầu của Van Dijk ngay trước phút 70. 10 phút sau, Mané ghi bàn thắng thứ hai của anh trong đêm để định đoạt trận đấu và đưa Lữ đoàn Đỏ vào tứ kết trong năm thứ hai liên tiếp và đảm bảo họ sẽ tham gia cùng các đội bóng Anh là Manchester City, Manchester United và Tottenham Hotspur tại giải. Chỉ vài ngày sau, lễ bốc thăm được thực hiện cho cả trận tứ kết và bán kết, với việc Liverpool gặp Porto cùng khả năng đối đầu với Manchester United hoặc Barcelona trong trận bán kết.
Trong trận đấu cuối cùng của họ trước kỳ nghỉ ở đấu trường quốc tế, Lữ đoàn Đỏ đã trở lại Luân Đôn để cạnh tranh với Fulham tại Craven Cottage, một trận đấu chứng kiến câu lạc bộ vùng Merseyside trở lại ngôi đầu bảng với chiến thắng 2-1. Mặc dù có một màn trình diễn kém cỏi và bị dẫn trước 1-1 sau 15 phút thi đấu - Ryan Babel ghi bàn vào lưới câu lạc bộ cũ của anh sau pha phối hợp bất cẩn giữa Allison và Van Dijk - bàn thắng ở phút 26 của Mané và rồi quả phạt đền ở phút 81 của Milner đảm bảo trọn vẹn 3 điểm cho Lữ đoàn Đỏ.
Trận đấu cuối cùng trong tháng của Lữ đoàn Đỏ chứng kiến họ tiếp đón Tottenham trên sân nhà Anfield, biết rằng cuộc đua danh hiệu đang thực sự nóng lên và bất kỳ điểm số nào bị mất có thể khiến câu lạc bộ một lần nữa bỏ lỡ chức vô địch Premier League đầu tiên của họ. Sau một khởi đầu đồng đều, Firmino đã kết thúc chuỗi trận không bàn thắng của mình bằng một pha dứt điểm ở phút 16 để đưa đội nhà vượt lên dẫn trước. Tottenham đã gỡ hòa xứng đáng ở phút 70 nhờ công của Lucas Moura sau một hiệp hai mạnh mẽ và có vẻ như sẽ có trận hòa. Tuy nhiên, hậu vệ người Bỉ Toby Alderweireld đã vô tình phản lưới nhà ở phút 90 để đảm bảo cho Liverpool có được chiến thắng. Lữ đoàn Đỏ đã giành được ba điểm trong hai tháng cuối cùng của mùa giải.

### Tháng 4
Đối với trận đấu đầu tiên của họ trong tháng áp chót của mùa giải, Liverpool đã đến Sân vận động St Mary ở bờ biển phía nam để đối mặt với Southampton, đội đã có phong độ cao kể từ khi bổ nhiệm cựu quản lý RB Leipzig Ralph Hasenhuttl. The Saints đã ghi bàn đầu tiên, với bàn thắng của Shane Long ở phút thứ 9 để khiến Lữ đoàn Đỏ phải chịu áp lực. Tuy nhiên, họ dẫn bàn chỉ kéo dài chưa đầy 30 phút sau khi Keïta ghi bàn thắng đầu tiên cho Liverpool, mặc dù Salah dường như đã việt vị trong tình huống tạo nên bàn thắng. Bất chấp những nỗ lực từ Southampton để đưa mình trở lại trận đấu, các bàn thắng của Salah và Henderson - người trước đây đã chấm dứt cơn hạn hán không ghi bàn trong 9 trận và đảm bảo Liverpool một lần nữa trở lại đầu bảng nhưng thi đấu nhiều hơn một trận và do đó Manchester City một lần nữa trở lại ngôi đầu. Kết quả cũng đảm bảo suất lọt vào top 4 cho Lữ đoàn Đỏ và vị trí chơi tại UEFA Champions League 2019-20.
Trận đấu tiếp theo của Lữ đoàn Đỏ diễn ra sau đó 4 ngày khi họ tiếp đón Porto trong trận lượt đi vòng tứ kết Champions League. Kết quả của trận đấu là một chiến thắng dễ dàng 2–0 cho Liverpool, Keïta ghi bàn chỉ sau 5 phút tính giờ và Firmino nhân đôi cách biệt trước khi kết thúc hiệp một để mang lại lợi thế cho đội.
Liverpool có trận đấu được cho là khó khăn nhất trong phần còn lại của mùa giải khi họ tiếp đón Chelsea đến Anfield một ngày trước lễ kỷ niệm 30 năm thảm họa Hillsborough. Sau khi Man City dễ dàng giành chiến thắng trên sân của Crystal Palace trong trận đấu diễn ra vào Chủ nhật trước đó, áp lực lên đội chủ nhà để trở lại ngôi đầu bảng trước đội bóng Chelsea chưa thua bất kỳ trận nào tại Anfield kể từ năm 2012. Liverpool bùng nổ trong hiệp hai và ghi liên tiếp hai bàn thắng chóng vánh, Mané đánh đầu ghi bàn đầu tiên ở phút 51 và sau đó là Salah ghi bàn thứ hai sau đó 2 phút, bàn thắng từ cự ly 23 mét. Tỉ số được giữ nguyên cho đến khi tiếng còi mãn cuộc vang lên, Chelsea hai lần dứt điểm cận thành nhờ Eden Hazard nhưng không thể tìm thấy bàn thắng. Kết quả một lần nữa giúp Liverpool trở lại ngôi đầu bảng.
Trận đấu tiếp theo chứng kiến Lữ đoàn Đỏ hành quân đến Bồ Đào Nha trong trận lượt về Champions League với Porto. Mặc dù khởi đầu chậm và phải vượt qua nhiều đợt tấn công của Porto, đội đã vươn lên dẫn trước ở phút thứ 28 nhờ một pha tấn công của Mané có vẻ việt vị nhưng cuối cùng đã được VAR công nhận bàn thắng. Salah ghi bàn thắng thứ hai trong hiệp hai và để hậu vệ Éder Militão ghi bàn cho đội chủ nhà chỉ vài phút sau đó. Tuy nhiên, trận đấu cuối cùng đã được đưa vào guồng bởi hai cái đầu, đầu tiên từ Firmino và thứ hai từ Van Dijk, đưa Liverpool vào bán kết mùa giải thứ hai khi đối mặt với Barcelona, đội đã thoải mái hạ Manchester United với tỷ số chung cuộc 4–0.
Trận đấu tiếp theo của Liverpool rơi vào Chủ nhật Phục sinh khi họ đến xứ Wales để đối mặt với Cardiff City, đội đã chứng kiến cuộc chiến tránh xuống hạng với chiến thắng ấn tượng trên sân khách trong trận đấu trước đó, họ thắng Brighton & Hove Albion 2–0. Sau hiệp một không có bàn thắng, Bluebirds đối phó rất tốt với các mối đe dọa từ Lữ đoàn Đỏ, đội khách cuối cùng đã có được bàn thắng cần thiết, Wijnaldum ghi bàn bằng một pha dứt điểm tuyệt vời ở phút 56. Cardiff suýt gỡ hòa chỉ sau 7 phút khi đội trưởng Sean Morrison đánh đầu nhưng đưa bóng đi chệch cột dọc. Chỉ còn chưa đầy 10 phút, Morrison đã để thủng lưới khi giữ chân Salah trong vòng cấm, Liverpool được hưởng quả phạt đền, Milner đã bình tĩnh thực hiện thành công. Trận đấu kết thúc với tỷ số 2–0, một lần nữa đưa họ lên đầu bảng nhưng Manchester City thắng 2–0 trong Derby Manchester tại Old Trafford vào ngày 24 tháng 4, hai ngày trước trận đấu trên sân nhà của Liverpool với Huddersfield Town đã xuống hạng.
Tháng 4 đã kết thúc dễ dàng khi Liverpool tiếp đón Huddersfield đã xuống hạng tại Anfield, chuẩn bị cho trận lượt đi bán kết Champions League với chiến thắng 5–0 thoải mái. Keïta ghi bàn chỉ sau 15 giây bằng cách tận dụng một sai lầm của Huddersfield, Mané ghi bàn thắng thứ hai ở phút 23 và Salah ghi bàn thắng thứ ba trong thời gian bù giờ vào cuối hiệp một. Chỉ có hai bàn thắng được ghi trong bàn thứ hai, cả Mané và Salah lần lượt ghi bàn ở phút 55 và 82, giúp Lữ đoàn Đỏ giành chiến thắng thứ 16 trên sân nhà trong mùa giải và kéo dài chuỗi trận bất bại trên sân Anfield của họ lên 39 trận đấu. Đội hình đã được tăng cường thêm sau khi tiền vệ Alex Oxlade-Chamberlain được tung vào sân thay người trong hiệp hai sau hơn một năm nghỉ thi đấu với chấn thương đầu gối nghiêm trọng.

### Tháng 5
Lữ đoàn Đỏ đã mở đầu tháng cuối cùng của mùa giải trên sân khách Camp Nou với Barcelona vào ngày 1 tháng 5 trong trận lượt đi bán kết Champions League. Trong 25 phút đầu tiên, cựu cầu thủ Liverpool Luis Suárez đã mở tỷ số, ăn mừng trước đội bóng cũ của anh ấy. Hiệp hai bị áp đảo bởi sức ép tấn công liên tục từ Liverpool, nhưng không có bàn thắng nào được ghi cho đến khi Lionel Messi ghi bàn từ cự ly gần sau khi Suárez sút vọt xà. Chỉ vài phút sau, Messi một lần nữa ghi bàn, lần này là một cú sút phạt ngoạn mục từ cự ly khoảng 27 mét, giúp Barcelona ấn định chiến thắng 3–0.
Trận đấu tiếp theo của Liverpool diễn ra ba ngày sau đó vào ngày 4 tháng 5, gặp Newcastle United trong khuôn khổ Premier League. Lữ đoàn Đỏ đã mở tỷ số với bàn thắng của Van Dijk, chỉ để Christian Atsu san bằng trận đấu vài phút sau đó. Một bàn thắng của Salah vài phút sau đó đã khôi phục lại thế dẫn trước khi hiệp một kết thúc. Không lâu sau khi hiệp hai bắt đầu, Salomón Rondón đã ghi bàn để gỡ hòa lần hai. Chỉ vài phút trước khi tiếng còi mãn cuộc vang lên, cầu thủ vào thay người Origi đánh đầu tung lưới giúp Lữ đoàn Đỏ giành chiến thắng 3–2, đảm bảo rằng cuộc đua vô địch Premier League sẽ đi sôi động đến trận đấu cuối cùng.
Ba ngày sau, Liverpool chạm trán Barcelona trong trận bán kết lượt về Champions League. Bị dẫn trước với tỷ số 3-0 và cả Firmino và Salah đều bị chấn thương trước trận đấu, nhiều chuyên gia và phương tiện truyền thông nói chung tin rằng rất khó để Liverpool lật ngược kết quả. Lữ đoàn Đỏ đã dẫn trước nhờ công của Origi trong vòng vài phút đầu trận và tỷ số được giữ nguyên như vậy khi hiệp một kết thúc. Trong hiệp hai, cầu thủ vào thay người Wijnaldum ghi hai bàn trong khoảng thời gian 122 giây để cân bằng tỷ số. 10 phút trước khi tiếng còi mãn cuộc vang lên, Origi lại ghi bàn sau pha đá phạt góc nhanh từ Alexander-Arnold, lật ngược hoàn toàn thế trận có lợi cho Lữ đoàn Đỏ khi Liverpool thắng 4–0 để tiến vào trận thứ hai liên tiếp vào Chung kết UEFA Champions League và trận chung kết châu Âu thứ ba của họ dưới thời Klopp.
Trận đấu cuối cùng trong mùa giải của Liverpool diễn ra vào ngày 12 tháng 5 với Wolverhampton Wanderers. Khi đối thủ cạnh tranh danh hiệu Manchester City thi đấu cùng giờ với Brighton & Hove Albion, Lữ đoàn Đỏ cần một phép màu để giành chức vô địch giải đấu. Tuy nhiên, bất chấp chiến thắng 2–0 với cả hai bàn thắng của Mané, họ cuối cùng vẫn cán đích ở vị trí thứ hai khi Man City dễ dàng giành chiến thắng với tỷ số 4–1, Lữ đoàn Đỏ chỉ còn cách chức vô địch đầu tiên sau 29 năm một điểm. Tổng số 97 điểm của Liverpool là số điểm cao nhất mà một đội xếp thứ hai từng có được ở Premier League và trong bất kỳ giải đấu hàng đầu châu Âu.

### Tháng 6
Vào ngày 1 tháng 6, trong trận Chung kết Champions League thứ hai liên tiếp, Liverpool đã đánh bại câu lạc bộ đồng hương Tottenham Hotspur với tỷ số 2–0 để giành chức vô địch Cúp C1 châu Âu lần thứ sáu và là trận đầu tiên của câu lạc bộ kể từ 2005. Họ đã dẫn trước chỉ sau 2 phút nhờ quả phạt đền của Salah trước khi nhân đôi cách biệt khi trận đấu chỉ còn lại 3 phút còn lại do công của Origi.

## Đội hình chính
Lần cuối cùng cập nhất vào ngày 1 tháng 6 năm 2019
| Số áo    | Tên                             | Quốc tịch        | Vị trí      | Ngày sinh                  | Mua từ            | Số trận | Bàn thắng | Kiến tạo |
| Thủ môn  | Thủ môn                         | Thủ môn          | Thủ môn     | Thủ môn                    | Thủ môn           | Thủ môn | Thủ môn   | Thủ môn  |
| -------- | ------------------------------- | ---------------- | ----------- | -------------------------- | ----------------- | ------- | --------- | -------- |
| 13       | Alisson                         | Brasil           | GK          | 2 tháng 10, 1992           | Roma              | 51      | 0         | 0        |
| 22       | Simon Mignolet                  | Bỉ               | GK          | 6 tháng 3, 1988            | Sunderland        | 204     | 0         | 0        |
| 62       | Caoimhín Kelleher               | Cộng hòa Ireland | GK          | 23 tháng 11, 1998          | Học viện LFC      | 0       | 0         | 0        |
| Hậu vệ   |                                 |                  |             |                            |                   |         |           |          |
| 2        | Nathaniel Clyne                 | Anh              | RB          | 5 tháng 4, 1991            | Southampton       | 103     | 2         | 4        |
| 4        | Virgil van Dijk (đội phó 3)     | Hà Lan           | CB          | 8 tháng 7, 1991            | Southampton       | 72      | 7         | 4        |
| 6        | Dejan Lovren                    | Croatia          | CB          | 5 tháng 7, 1989            | Southampton       | 170     | 7         | 3        |
| 12       | Joe Gomez                       | Anh              | CB/RB       | 23 tháng 5, 1997           | Charlton Athletic | 66      | 0         | 3        |
| 18       | Alberto Moreno                  | Tây Ban Nha      | LB/LWB      | 5 tháng 7, 1992            | Sevilla           | 141     | 3         | 11       |
| 26       | Andrew Robertson                | Scotland         | LB/LWB      | 11 tháng 3, 1994           | Hull City         | 78      | 1         | 18       |
| 32       | Joël Matip                      | Cameroon         | CB          | 8 tháng 8, 1991            | Schalke 04        | 98      | 3         | 1        |
| 51       | Ki-Jana Hoever                  | Hà Lan           | CB/RB       | 18 tháng 1, 2002           | Ajax              | 1       | 0         | 0        |
| 66       | Trent Alexander-Arnold          | Anh              | RB/RWB      | 7 tháng 10, 1998           | Học viện LFC      | 85      | 4         | 19       |
| Tiền vệ  |                                 |                  |             |                            |                   |         |           |          |
| 3        | Fabinho                         | Brasil           | DM/RB/CB    | 23 tháng 10, 1993          | Monaco            | 41      | 1         | 2        |
| 5        | Georginio Wijnaldum (đội phó 4) | Hà Lan           | CM/DM       | 11 tháng 11, 1990          | Newcastle United  | 139     | 13        | 15       |
| 7        | James Milner (đội phó)          | Anh              | DM/CM/LB/RB | 4 tháng 1, 1986            | Manchester City   | 177     | 22        | 35       |
| 8        | Naby Keïta                      | Guinée           | CM/AM       | 10 tháng 2, 1995           | RB Leipzig        | 33      | 3         | 1        |
| 14       | Jordan Henderson (đội trưởng)   | Anh              | DM/CM       | 17 tháng 6, 1990           | Sunderland        | 324     | 25        | 43       |
| 20       | Adam Lallana                    | Anh              | CM/AM       | 10 tháng 5, 1988           | Southampton       | 156     | 21        | 19       |
| 21       | Alex Oxlade-Chamberlain         | Anh              | CM/AM/RW    | 15 tháng 8, 1993           | Arsenal           | 44      | 5         | 8        |
| 23       | Xherdan Shaqiri                 | Thụy Sĩ          | RW/LW/AM    | 10 tháng 10, 1991          | Stoke City        | 30      | 6         | 5        |
| 48       | Curtis Jones                    | Anh              | CM/RW       | 30 tháng 1, 2001 (17 tuổi) | Học viện LFC      | 1       | 0         | 0        |
| 64       | Rafael Camacho                  | Bồ Đào Nha       | RW/RM/RB    | 22 tháng 5, 2000 (18 tuổi) | Học viện LFC      | 2       | 0         | 0        |
| Tiền đạo |                                 |                  |             |                            |                   |         |           |          |
| 9        | Roberto Firmino                 | Brasil           | ST/AM       | 2 tháng 10, 1991           | Hoffenheim        | 192     | 66        | 41       |
| 10       | Sadio Mané                      | Sénégal          | LW/RW/ST    | 10 tháng 4, 1992           | Southampton       | 123     | 59        | 18       |
| 11       | Mohamed Salah                   | Ai Cập           | RW/ST       | 15 tháng 6, 1992           | Roma              | 104     | 71        | 25       |
| 15       | Daniel Sturridge                | Anh              | ST          | 1 tháng 9, 1989            | Chelsea           | 160     | 67        | 20       |
| 24       | Rhian Brewster                  | Anh              | ST          | 1 tháng 4, 2000            | Học viện LFC      | 0       | 0         | 0        |
| 27       | Divock Origi                    | Bỉ               | ST          | 18 tháng 4, 1995           | Lille             | 98      | 28        | 7        |

### Hợp đồng mới
| Ngày                 | Vị trí | Số áo | Cầu thủ                | Ghi chú |
| -------------------- | ------ | ----- | ---------------------- | ------- |
| 2 tháng 7 năm 2018   | TĐ     | 11    | Mohamed Salah          | [ 64 ]  |
| 10 tháng 7 năm 2018  | TĐ     | 59    | Harry Wilson           | [ 65 ]  |
| 17 tháng 7 năm 2018  | TĐ     | —     | Taiwo Awoniyi          | [ 66 ]  |
| 17 tháng 7 năm 2018  | TĐ     | 24    | Rhian Brewster         | [ 67 ]  |
| 25 tháng 7 năm 2018  | TV     | —     | Allan                  | [ 68 ]  |
| 19 tháng 8 năm 2018  | TV     | 16    | Marko Grujić           | [ 69 ]  |
| 30 tháng 8 năm 2018  | TV     | 54    | Sheyi Ojo              | [ 70 ]  |
| 30 tháng 8 năm 2018  | TM     | 62    | Caoimhín Kelleher      | [ 71 ]  |
| 3 tháng 9 năm 2018   | TV     | 14    | Jordan Henderson       | [ 72 ]  |
| 22 tháng 11 năm 2018 | TĐ     | 10    | Sadio Mané             | [ 73 ]  |
| 10 tháng 12 năm 2018 | HV     | 12    | Joe Gomez              | [ 74 ]  |
| 17 tháng 1 năm 2019  | HV     | 26    | Andrew Robertson       | [ 75 ]  |
| 19 tháng 1 năm 2019  | HV     | 66    | Trent Alexander-Arnold | [ 76 ]  |

## Chuyển nhượng và cho mượn

### Chuyển đến
| Ngày đến            | Vị trí  | Số áo   | Cầu thủ         | Từ câu lạc bộ | Chi phí      | Ghi chú       |
| ------------------- | ------- | ------- | --------------- | ------------- | ------------ | ------------- |
| 1 tháng 7 năm 2018  | TV      | 8       | Naby Keïta      | RB Leipzig    | £52.750.000  | [ 77 ]        |
| 1 tháng 7 năm 2018  | TV      | 3       | Fabinho         | Monaco        | £39.000.000  | [ 78 ]        |
| 13 tháng 7 năm 2018 | TĐ      | 23      | Xherdan Shaqiri | Stoke City    | £13.500.000  | [ 79 ]        |
| 19 tháng 7 năm 2018 | TM      | 13      | Alisson         | Roma          | £55.500.000  | [ 80 ] [ 81 ] |
| Tổng số             | Tổng số | Tổng số | Tổng số         | Tổng số       | £168.250.000 | £168.250.000  |

1. ↑  Phí cuối cùng có thể tăng lên £43.000.000.
2. ↑  Phí cuối cùng có thể tăng lên £64.400.000.

### Bán
| Ngày rời            | Vị trí    | Số áo     | Cầu thủ         | Đến câu lạc bộ | Chi phí             | 'Ghi chú    |
| ------------------- | --------- | --------- | --------------- | -------------- | ------------------- | ----------- |
| 1 tháng 7 năm 2018  | TV        | 23        | Emre Can        | Juventus       | Giải phóng hợp đồng | [ 82 ]      |
| 1 tháng 7 năm 2018  | HV        | 38        | Jon Flanagan    | Rangers        | Giải phóng hợp đồng | [ 82 ]      |
| 1 tháng 7 năm 2018  | TV        | 49        | Jordan Williams | Rochdale       | Giải phóng hợp đồng | [ 83 ]      |
| 20 tháng 7 năm 2018 | TM        | 52        | Danny Ward      | Leicester City | £12.500.000         | [ 84 ]      |
| 17 tháng 8 năm 2018 | HV        | 17        | Ragnar Klavan   | Cagliari       | £2.000.000          | [ 85 ]      |
| 4 tháng 1 năm 2019  | TĐ        | 29        | Dominic Solanke | Bournemouth    | £19.000.000         | [ 86 ]      |
| 31 tháng 1 năm 2019 | TV        | 50        | Lazar Marković  | Fulham         | Tự do               | [ 87 ]      |
| Tổng cộng           | Tổng cộng | Tổng cộng | Tổng cộng       | Tổng cộng      | £33.500.000         | £33.500.000 |

1. ↑  Phí cuối cùng có thể tăng lên £25.000.000.

### Cho mượn
| Ngày đi             | Ngày trả             | Vị trí | Số áo | Cầu thủ          | Đến câu lạc bộ       | Chi phí    | Ghi chú       |
| ------------------- | -------------------- | ------ | ----- | ---------------- | -------------------- | ---------- | ------------- |
| 1 tháng 7 năm 2018  | 15 tháng 12 năm 2018 | TV     | 53    | Ovie Ejaria      | Rangers              | Không      | [ 88 ]        |
| 2 tháng 7 năm 2018  | Kết thúc mùa giải    | TM     | 34    | Ádám Bogdán      | Hibernian            | Không      | [ 89 ]        |
| 17 tháng 7 năm 2018 | Kết thúc mùa giải    | TV     | 59    | Harry Wilson     | Derby County         | £.000.000  | [ 90 ]        |
| 20 tháng 7 năm 2018 | Kết thúc mùa giải    | TĐ     | 40    | Ryan Kent        | Rangers              | Không      | [ 91 ]        |
| 23 tháng 7 năm 2018 | Kết thúc mùa giải    | TĐ     | —     | Taiwo Awoniyi    | Gent                 | Không      | [ 92 ]        |
| 25 tháng 7 năm 2018 | Kết thúc mùa giải    | TV     | —     | Allan            | Eintracht Frankfurt  | Không      | [ 93 ] [ 94 ] |
| 25 tháng 7 năm 2018 | Kết thúc mùa giải    | TĐ     | 58    | Ben Woodburn     | Sheffield United     | Không      | [ 95 ]        |
| 9 tháng 8 năm 2018  | Kết thúc mùa giải    | TĐ     | 28    | Danny Ings       | Southampton          | Không      | [ 96 ]        |
| 19 tháng 8 năm 2018 | Kết thúc mùa giải    | TĐ     | 16    | Marko Grujić     | Hertha BSC           | £900.000   | [ 97 ]        |
| 23 tháng 8 năm 2018 | Nửa mùa giải         | HV     | 56    | Connor Randall   | Rochdale             | Không      | [ 98 ]        |
| 25 tháng 8 năm 2018 | Hai mùa giải         | TM     | 1     | Loris Karius     | Beşiktaş             | £2.250.000 | [ 99 ]        |
| 30 tháng 8 năm 2018 | Kết thúc mùa giải    | HV     | 54    | Sheyi Ojo        | Stade Reims          | Không      | [ 100 ]       |
| 4 tháng 1 năm 2019  | Kết thúc mùa giải    | HV     | 2     | Nathaniel Clyne  | Bournemouth          | Không      | [ 101 ]       |
| 6 tháng 1 năm 2019  | Kết thúc mùa giải    | TM     | 73    | Kamil Grabara    | AGF                  | Không      | [ 102 ]       |
| 7 tháng 1 năm 2019  | Kết thúc mùa giải    | TV     | 53    | Ovie Ejaria      | Reading              | Không      | [ 103 ]       |
| 11 tháng 1 năm 2019 | Kết thúc mùa giải    | TĐ     | —     | Taiwo Awoniyi    | Royal Excel Mouscron | Không      | [ 104 ]       |
| 31 tháng 1 năm 2019 | Kết thúc mùa giải    | TV     | 68    | Pedro Chirivella | Extremadura          | Không      | [ 105 ]       |
| 15 tháng 2 năm 2019 | 31 tháng 12 năm 2019 | TV     | —     | Allan            | Fluminense           | Không      | [ 94 ]        |

### Tóm tắt chuyển nhượng
| Chi tiêu Mùa hè: £ 160.750.000 Mùa đông: £ 0.000.000 Tổng cộng: £ 160.750.000 | Thu nhập Mùa hè: £ 18.650.000 Mùa đông: £ 19.000.000 Tổng cộng: £ 37.650.000 | Lãi ròng Mùa hè: £ 142.100.000 Mùa đông: £ 19.000.000 Tổng cộng: £ 123.100.000 |

## Giao hữu
Liverpool tiết lộ sẽ trận giao hữu trước mùa giải với Chester, Tranmere Rovers, Bury, Blackburn Rovers, Napoli và Torino. Họ cũng tham dự International Champions Cup trước Borussia Dortmund, Manchester City và Manchester United.

### Trước mùa giải
Thắng
      Hòa
      Thua
| 7 tháng 7 năm 2018 Giao hữu | Chester | 0–7      | Liverpool                                                                       | Chester, Anh                                                                  |  |
| 15:00 BST                   |         | Chi tiết | Wilson 38', 45' · Milner 48' (ph.đ.) · Sturridge 54', 89' · Kent 56' · Ings 79' | Sân vận động: Sân vận động Deva Lượng khán giả: 4.396 Trọng tài: Robert Jones |  |

| 10 tháng 7 năm 2018 Giao hữu | Tranmere Rovers          | 2–3      | Liverpool                          | Birkenhead, Anh                                 |  |
| 19:30 BST                    | Smith 72' · Soukouna 81' | Chi tiết | Camacho 7' · Ojo 27' · Lallana 33' | Sân vận động: Prenton Park Trọng tài: Mike Dean |  |

| 14 tháng 7 năm 2018 Giao hữu | Bury | 0–0      | Liverpool | Bury, Anh                                                               |  |
| 15:00 BST                    |      | Chi tiết |           | Sân vận động: Gigg Lane Lượng khán giả: 6.852 Trọng tài: Darren Handley |  |

| 19 tháng 7 năm 2018 Giao hữu | Blackburn Rovers | 0–2      | Liverpool                    | Blackburn, Anh                                                           |  |
| 19:45 BST                    |                  | Chi tiết | Marković 64' · Sturridge 73' | Sân vận động: Ewood Park Lượng khán giả: 14.620 Trọng tài: Jonathan Moss |  |

| 4 tháng 8 năm 2018 Giao hữu | Liverpool                                                         | 5–0      | Napoli | Dublin, Cộng hòa Ireland                                                                     |  |
| 18:00 BST                   | Milner 4' · Wijnaldum 9' · Salah 58' · Sturridge 73' · Moreno 77' | Chi tiết |        | Sân vận động: Sân vận động Aviva Lượng khán giả: 51.512 Trọng tài: Robert Hennessy (Ireland) |  |

| 7 tháng 8 năm 2018 Giao hữu | Liverpool                                   | 3–1      | Torino      | Liverpool, Anh                                        |  |
| 19:30 BST                   | Firmino 21' · Wijnaldum 24' · Sturridge 87' | Chi tiết | Belotti 31' | Sân vận động: Anfield Trọng tài: Michael Oliver (Anh) |  |

#### International Champions Cup
| 22 tháng 7 năm 2018 Giao hữu | Liverpool    | 1–3      | Borussia Dortmund                             | Charlotte, Hoa Kỳ                                                                                   |  |
| 21:05 BST                    | Van Dijk 25' | Chi tiết | Pulisic 66' (ph.đ.), 89' · Bruun Larsen 90+3' | Sân vận động: Sân vận động Bank of America Lượng khán giả: 55.447 Trọng tài: Allen Chapman (Hoa Kỳ) |  |

| 26 tháng 7 năm 2018 Giao hữu | Manchester City      | 1–2      | Liverpool                                     | Đông Rutherford, Hoa Kỳ                                                                    |  |
| 01:05 BST                    | Sané 57' · Gomes 85' | Chi tiết | Van Dijk 30' · Salah 63' · Mané 90+4' (ph.đ.) | Sân vận động: Sân vận động MetLife Lượng khán giả: 52.635 Trọng tài: Sorin Stoica (Hoa Kỳ) |  |

| 28 tháng 7 năm 2018 Giao hữu | Manchester United | 1–4      | Liverpool                                                                      | Ann Arbor, Hoa Kỳ                                                                             |  |
| 22:05 BST                    | A. Pereira 31'    | Chi tiết | Mané 28' (ph.đ.) · Fabinho 48' · Sturridge 66' · Ojo 74' (ph.đ.) · Shaqiri 82' | Sân vận động: Sân vận động Michigan Lượng khán giả: 101.254 Trọng tài: Ismail Elfath (Hoa Kỳ) |  |

## Giải đấu
Thắng
      Hòa
      Thua

### Tổng thể
| Giải đấu                    | Vòng xuất phát | Vị trí cuối cùng | Trận đầu            | Trận cuối           |
| --------------------------- | -------------- | ---------------- | ------------------- | ------------------- |
| Giải bóng đá Ngoại hạng Anh | Vòng 1         | Hạng 2           | 12 tháng 8 năm 2018 | 12 tháng 5 năm 2019 |
| Cúp FA                      | Vòng 3         | Vòng 3           | 7 tháng 1 năm 2019  |                     |
| Cúp EFL                     | Vòng 3         | Vòng 3           | 26 tháng 9 năm 2018 | 26 tháng 9 năm 2018 |
| UEFA Champions League       | Vòng bảng      | Vô địch          | 18 tháng 9 năm 2018 |                     |

Lần cập nhật cuối: 2 tháng 6 năm 2019
Nguồn: Các giải đấu

### Tổng quát
| Giải đấu                    | Kỷ lục | Kỷ lục | Kỷ lục | Kỷ lục | Kỷ lục | Kỷ lục | Kỷ lục | Kỷ lục  |
| Giải đấu                    | ST     | T      | H      | B      | BT     | BB     | HS     | % Thắng |
| --------------------------- | ------ | ------ | ------ | ------ | ------ | ------ | ------ | ------- |
| Giải bóng đá Ngoại hạng Anh | 38     | 30     | 7      | 1      | 89     | 22     | +67    | 078,95  |
| Cúp FA                      | 1      | 0      | 0      | 1      | 1      | 2      | −1     | 000,00  |
| Cúp EFL                     | 1      | 0      | 0      | 1      | 1      | 2      | −1     | 000,00  |
| UEFA Champions League       | 13     | 8      | 1      | 4      | 24     | 12     | +12    | 061,54  |
| Tổng số                     | 53     | 38     | 8      | 7      | 115    | 38     | +77    | 071,70  |

Lần cập nhật cuối: 2 tháng 6 năm 2019
Nguồn: Các giải đấu

### Giải bóng đá Ngoại hạng Anh

#### Bảng xếp hạng
| VT | Đội               | ST | T  | H | B  | BT | BB | HS  | Đ  | Giành quyền tham dự hoặc xuống hạng |
| -- | ----------------- | -- | -- | - | -- | -- | -- | --- | -- | ----------------------------------- |
| 1  | Manchester City   | 38 | 32 | 2 | 4  | 95 | 23 | +72 | 98 | Lọt vào vòng bảng Champions League  |
| 2  | Liverpool         | 38 | 30 | 7 | 1  | 89 | 22 | +67 | 97 | Lọt vào vòng bảng Champions League  |
| 3  | Chelsea           | 38 | 21 | 9 | 8  | 63 | 39 | +24 | 72 | Lọt vào vòng bảng Champions League  |
| 4  | Tottenham Hotspur | 38 | 23 | 2 | 13 | 67 | 39 | +28 | 71 | Lọt vào vòng bảng Champions League  |
| 5  | Arsenal           | 38 | 21 | 7 | 10 | 73 | 51 | +22 | 70 | Lọt vào vòng bảng Europa League     |

#### Kết quả theo ngày thi đấu
| Tổng thể | Tổng thể | Tổng thể | Tổng thể | Tổng thể | Tổng thể | Tổng thể | Tổng thể | Sân nhà | Sân nhà | Sân nhà | Sân nhà | Sân nhà | Sân nhà | Sân khách | Sân khách | Sân khách | Sân khách | Sân khách | Sân khách |
| ST       | T        | H        | B        | BT       | BB       | HS       | Đ        | T       | H       | B       | BT      | BB      | HS      | T         | H         | B         | BT        | BB        | HS        |
| -------- | -------- | -------- | -------- | -------- | -------- | -------- | -------- | ------- | ------- | ------- | ------- | ------- | ------- | --------- | --------- | --------- | --------- | --------- | --------- |
| 12       | 9        | 3        | 0        | 23       | 5        | +18      | 30       | 5       | 1       | 0       | 14      | 1       | +13     | 4         | 2         | 0         | 9         | 4         | +5        |

Cập nhật lần cuối: ngày 11 tháng 11 năm 2018.

Nguồn: Premier League

| Matchday | 1 | 2 | 3 | 4  | 5  | 6  | 7  | 8  | 9  | 10 | 11 | 12 | 13 | 14 | 15 | 16 | 17 | 18 | 19 | 20 | 21 | 22 | 23 | 24 | 25 | 26 | 27 | 28 | 29 | 30 | 31 | 32 | 33 | 34 | 35 | 36 | 37 | 38 |
| -------- | - | - | - | -- | -- | -- | -- | -- | -- | -- | -- | -- | -- | -- | -- | -- | -- | -- | -- | -- | -- | -- | -- | -- | -- | -- | -- | -- | -- | -- | -- | -- | -- | -- | -- | -- | -- | -- |
| Sân      | H | A | H | A  | A  | H  | A  | H  | A  | H  | A  | H  | A  | H  | A  | A  | H  | A  | H  | A  | H  | A  | H  | A  | H  | A  | H  | A  | H  | A  | H  | A  | H  | A  | H  | A  | H  |    |
| Kết quả  | W | W | W | W  | W  | W  | D  | D  | W  | W  | D  | W  | W  | W  | W  | W  | W  | W  | W  | W  | L  | W  | W  | D  | D  | W  | D  | W  | D  | W  | W  | W  | W  | W  | W  | W  | W  | W  |
| Hạng     | 1 | 2 | 1 | 1  | 2  | 1  | 2  | 3  | 2  | 2  | 3  | 2  | 2  | 2  | 2  | 1  | 1  | 1  | 1  | 1  | 1  | 1  | 1  | 1  | 1  | 1  | 1  | 1  | 2  | 2  | 2  | 2  | 2  | 2  | 2  | 2  | 2  | 2  |
| Điểm     | 3 | 6 | 9 | 12 | 15 | 18 | 19 | 20 | 23 | 26 | 27 | 30 | 33 | 36 | 39 | 42 | 45 | 48 | 51 | 54 | 54 | 57 | 60 | 61 | 62 | 65 | 66 | 69 | 70 | 73 | 76 | 79 | 82 | 85 | 88 | 91 | 94 | 97 |

#### Trận đấu
Vào ngày 14 tháng 6 năm 2018, kết quả Giải bóng đá Ngoại hạng Anh được công bố.
| 12 tháng 8 năm 2018 1 | Liverpool                                                          | 4–0      | West Ham United            | Liverpool                                                              |  |
| 13:30 BST             | Salah 19' · Alexander-Arnold 21' · Mané 45+2', 53' · Sturridge 88' | Chi tiết | Antonio 52' · Balbuena 55' | Sân vận động: Anfield Lượng khán giả: 53.235 Trọng tài: Anthony Taylor |  |

| 20 tháng 8 năm 2018 2 | Crystal Palace                    | 0–2      | Liverpool                                              | Selhurst, Luân Đôn                                                           |  |
| 20:00 BST             | Van Aanholt 42' · Wan-Bissaka 75' | Chi tiết | Milner 45' (ph.đ.) · Alexander-Arnold 52' · Mané 90+3' | Sân vận động: Selhurst Park Lượng khán giả: 25.750 Trọng tài: Michael Oliver |  |

| 25 tháng 8 năm 2018 3 | Liverpool                        | 1–0      | Brighton & Hove Albion | Liverpool                                                              |  |
| 17:30 BST             | Salah 23' · Alexander-Arnold 77' | Chi tiết | Balogun 59'            | Sân vận động: Anfield Lượng khán giả: 53.294 Trọng tài: Chris Kavanagh |  |

| 1 tháng 9 năm 2018 4 | Leicester City                             | 1–2      | Liverpool                                            | Leicester                                                                            |  |
| 12:30 BST            | Ghezzal 61', 63' · Mendy 88' · Ndidi 90+5' | Chi tiết | Mané 10' · Firmino 45' · Van Dijk 55' · Milner 90+3' | Sân vận động: Sân vận động King Power Lượng khán giả: 32.149 Trọng tài: Paul Tierney |  |

| 15 tháng 9 năm 2018 5 | Tottenham Hotspur | 1–2      | Liverpool                   | Wembley, Luân Đôn                                                                   |  |
| 12:30 BST             | Lamela 90+3'      | Chi tiết | Wijnaldum 39' · Firmino 54' | Sân vận động: Sân vận động Wembley Lượng khán giả: 80.188 Trọng tài: Michael Oliver |  |

| 22 tháng 9 năm 2018 6 | Liverpool                                  | 3–0      | Southampton            | Liverpool                                                            |  |
| 15:00 BST             | Hoedt 10' (l.n.) · Matip 21' · Salah 45+3' | Chi tiết | Romeu 34' · Lemina 56' | Sân vận động: Anfield Lượng khán giả: 53.457 Trọng tài: Paul Tierney |  |

| 29 tháng 9 năm 2018 7 | Chelsea    | 1–1      | Liverpool                             | Fulham, Luân Đôn                                                               |  |
| 17:30 BST             | Hazard 25' | Chi tiết | Mané 39' · Milner 77' · Sturridge 89' | Sân vận động: Stamford Bridge Lượng khán giả: 40.625 Trọng tài: Andre Marriner |  |

| 7 tháng 10 năm 2018 8 | Liverpool     | 0–0      | Manchester City                                    | Liverpool                                                               |  |
| 16:30 BST             | Wijnaldum 90' | Chi tiết | B. Silva 21' · Agüero 56' · Mendy 64' · Mahrez 86' | Sân vận động: Anfield Lượng khán giả: 52.117 Trọng tài: Martin Atkinson |  |

| 20 tháng 10 năm 2018 9 | Huddersfield Town | 0–1      | Liverpool                               | Huddersfield                                                                             |  |
| 17:30 BST              |                   | Chi tiết | Salah 24' · Lallana 36' · Sturridge 76' | Sân vận động: Sân vận động John Smith's Lượng khán giả: 24.263 Trọng tài: Michael Oliver |  |

| 27 tháng 10 năm 2018 10 | Liverpool                               | 4–1      | Cardiff City | Liverpool                                                              |  |
| 15:00 BST               | Salah 10' · Mané 66', 87' · Shaqiri 84' | Chi tiết | Paterson 77' | Sân vận động: Anfield Lượng khán giả: 53.373 Trọng tài: Stuart Attwell |  |

| 3 tháng 11 năm 2018 11 | Arsenal            | 1–1      | Liverpool                | Holloway, Luân Đôn                                                                   |  |
| 17:30 GMT              | Lacazette 82', 83' | Chi tiết | Fabinho 52' · Milner 61' | Sân vận động: Sân vận động Emirates Lượng khán giả: 59.993 Trọng tài: Andre Marriner |  |

| 11 tháng 11 năm 2018 12 | Liverpool                           | 2–0      | Fulham       | Liverpool                                                            |  |
| 12:00 GMT               | Salah 41' · Shaqiri 53' · Gomez 77' | Chi tiết | Chambers 59' | Sân vận động: Anfield Lượng khán giả: 53.128 Trọng tài: Paul Tierney |  |

| 24 tháng 11 năm 2018 13 | Watford | 0–3      | Liverpool                                                          | Watford                                                                     |  |
| 15:00 GMT               |         | Chi tiết | Henderson 60' 82' · Salah 67' · Alexander-Arnold 76' · Firmino 89' | Sân vận động: Vicarage Road Lượng khán giả: 20.540 Trọng tài: Jonathan Moss |  |

| 2 tháng 12 năm 2018 14 | Liverpool                                           | 1–0      | Everton                    | Liverpool                                                              |  |
| 16:15 GMT              | Shaqiri 33' · Fabinho 77' · Gomez 80' · Origi 90+6' | Chi tiết | Gomes 88' · Sigurðsson 90' | Sân vận động: Anfield Lượng khán giả: 51.756 Trọng tài: Chris Kavanagh |  |

| 5 tháng 12 năm 2018 15 | Burnley              | 1–3      | Liverpool                                | Burnley                                                                  |  |
| 19:45 GMT              | Cork 54' · Vydra 86' | Chi tiết | Milner 62' · Firmino 69' · Shaqiri 90+1' | Sân vận động: Turf Moor Lượng khán giả: 21.741 Trọng tài: Stuart Attwell |  |

| 8 tháng 12 năm 2018 16 | Bournemouth         | 0–4      | Liverpool                                              | Bournemouth                                                          |  |
| 12:30 GMT              | Aké 12' · Lerma 15' | Chi tiết | Salah 25', 48', 77' · S. Cook 68' (l.n.) · Fabinho 70' | Sân vận động: Dean Court Lượng khán giả: 10.752 Trọng tài: Lee Mason |  |

| 16 tháng 12 năm 2018 17 | Liverpool                   | 3–1      | Manchester United                    | Liverpool                                                               |  |
| 16:00 GMT               | Mané 24' · Shaqiri 73', 80' | Chi tiết | Dalot 26' · Lingard 33' · Lukaku 40' | Sân vận động: Anfield Lượng khán giả: 52.908 Trọng tài: Martin Atkinson |  |

| 21 tháng 12 năm 2018 18 | Wolverhampton Wanderers | 0–2      | Liverpool                | Wolverhampton                                                                      |  |
| 20:00 GMT               |                         | Chi tiết | Salah 18' · Van Dijk 68' | Sân vận động: Sân vận động Molineux Lượng khán giả: 31.358 Trọng tài: Craig Pawson |  |

| 26 tháng 12 năm 2018 19 | Liverpool                                                  | 4–0      | Newcastle United | Liverpool                                                            |  |
| 15:00 GMT               | Lovren 11' · Salah 47' (ph.đ.) · Shaqiri 79' · Fabinho 85' | Chi tiết |                  | Sân vận động: Anfield Lượng khán giả: 53.318 Trọng tài: Graham Scott |  |

| 29 tháng 12 năm 2018 20 | Liverpool                                                                      | 5–1      | Arsenal                                                 | Liverpool                                                              |  |
| 17:30 GMT               | Firmino 14', 16', 65' (ph.đ.) · Robertson 26' · Mané 32' · Salah 45+2' (ph.đ.) | Chi tiết | Maitland-Niles 11' · Xhaka 33' · Papastathopoulos 90+2' | Sân vận động: Anfield Lượng khán giả: 53.326 Trọng tài: Michael Oliver |  |

| 3 tháng 1 năm 2019 21 | Manchester City                                                                    | 2–1      | Liverpool                                | Manchester                                                                         |  |
| 20:00 GMT             | Kompany 31' · Agüero 40' · Laporte 45+2' · Sané 72' · B. Silva 89' · Ederson 90+5' | Chi tiết | Lovren 20' · Wijnaldum 38' · Firmino 64' | Sân vận động: Sân vận động Etihad Lượng khán giả: 54.511 Trọng tài: Anthony Taylor |  |

| 12 tháng 1 năm 2019 22 | Brighton & Hove Albion | 0–1      | Liverpool         | Brighton                                                                         |  |
| 15:00 GMT              |                        | Chi tiết | Salah 50' (ph.đ.) | Sân vận động: Sân vận động Falmer Lượng khán giả: 30.682 Trọng tài: Kevin Friend |  |

| 19 tháng 1 năm 2019 23 | Liverpool                                                  | 4–3      | Crystal Palace                                         | Liverpool                                                             |  |
| 15:00 GMT              | Salah 46', 75' · Firmino 53' · Milner 82' 89' · Mané 90+3' | Chi tiết | Townsend 34' · J. Ayew 42' · Tomkins 65' · Meyer 90+5' | Sân vận động: Anfield Lượng khán giả: 53.171 Trọng tài: Jonathan Moss |  |

| 30 tháng 1 năm 2019 24 | Liverpool           | 1–1      | Leicester City                                    | Liverpool                                                               |  |
| 20:00 GMT              | Mané 3' · Matip 16' | Chi tiết | Maguire 41', 45+2' · Pereira 50' · Chilwell 90+4' | Sân vận động: Anfield Lượng khán giả: 53.092 Trọng tài: Martin Atkinson |  |

| 4 tháng 2 năm 2019 25 | West Ham United             | 1–1      | Liverpool            | Stratford, London                                                                  |  |
| 20:00 GMT             | Antonio 28' · Hernández 60' | Chi tiết | Mané 22' · Matip 54' | Sân vận động: Sân vận động Luân Đôn Lượng khán giả: 59.903 Trọng tài: Kevin Friend |  |

| 9 tháng 2 năm 2019 26 | Liverpool                                                        | 3–0      | Bournemouth          | Liverpool                                                              |  |
| 15:00 GMT             | Mané 24' · Wijnaldum 34' · Salah 48' · Matip 61' · Robertson 87' | Chi tiết | Rico 25' · Smith 38' | Sân vận động: Anfield Lượng khán giả: 53.178 Trọng tài: Anthony Taylor |  |

| 24 tháng 2 năm 2019 27 | Manchester United | 0–0      | Liverpool                                | Manchester                                                                  |  |
| 14:05 GMT              | Young 81'         | Chi tiết | Milner 23' · Shaqiri 83' · Wijnaldum 90' | Sân vận động: Old Trafford Lượng khán giả: 74.519 Trọng tài: Michael Oliver |  |

| 27 tháng 2 năm 2019 28 | Liverpool                                    | 5–0      | Watford                   | Liverpool                                                            |  |
| 20:00 GMT              | Mané 9', 20' · Origi 66' · Van Dijk 79', 82' | Chi tiết | Cathcart 79' · Masina 82' | Sân vận động: Anfield Lượng khán giả: 53.316 Trọng tài: Graham Scott |  |

| 3 tháng 3 năm 2019 29 | Everton    | 0–0      | Liverpool                   | Liverpool                                                                     |  |
| 16:15 GMT             | Walcott 7' | Chi tiết | Robertson 75' · Fabinho 79' | Sân vận động: Goodison Park Lượng khán giả: 39.335 Trọng tài: Martin Atkinson |  |

| 10 tháng 3 năm 2019 30 | Liverpool                                                     | 4–2      | Burnley                         | Liverpool                                                              |  |
| 12:00 GMT              | Alisson 8' · Firmino 19', 68' · Mané 29', 90+3' · Fabinho 71' | Chi tiết | Westwood 6' · Guðmundsson 90+1' | Sân vận động: Anfield Lượng khán giả: 53.310 Trọng tài: Andre Marriner |  |

| 17 tháng 3 năm 2019 31 | Fulham                                 | 1–2      | Liverpool                                   | Fulham, London                                                              |  |
| 14:15 GMT              | Anguissa 65' · Babel 74' · Bryan 90+4' | Chi tiết | Mané 26' · Fabinho 39' · Milner 81' (ph.đ.) | Sân vận động: Craven Cottage Lượng khán giả: 25.043 Trọng tài: Craig Pawson |  |

| 31 tháng 3 năm 2019 32 | Liverpool                             | 2–1      | Tottenham Hotspur | Liverpool                                                               |  |
| 16:30 BST              | Firmino 16' · Alderweireld 90' (l.n.) | Chi tiết | Lucas 70', 80'    | Sân vận động: Anfield Lượng khán giả: 53.322 Trọng tài: Martin Atkinson |  |

| 5 tháng 4 năm 2019 33 | Southampton                           | 1–3      | Liverpool                                                                      | Southampton                                                                         |  |
| 20:00 BST             | Long 9' · Bednarek 48' · Bertrand 75' | Chi tiết | Keïta 36' · Salah 80', 81' · Henderson 86', 90+1' · Robertson 89' · Mané 90+4' | Sân vận động: Sân vận động St Mary's Lượng khán giả: 31.797 Trọng tài: Paul Tierney |  |

| 14 tháng 4 năm 2019 34 | Liverpool            | 2–0      | Chelsea         | Liverpool                                                              |  |
| 16:30 BST              | Mané 51' · Salah 53' | Chi tiết | Azpilicueta 44' | Sân vận động: Anfield Lượng khán giả: 53.279 Trọng tài: Michael Oliver |  |

| 21 tháng 4 năm 2019 35 | Cardiff City   | 0–2      | Liverpool                                 | Cardiff                                                                                   |  |
| 16:00 BST              | Gunnarsson 80' | Chi tiết | Wijnaldum 57' · Milner 81' (ph.đ.), 90+1' | Sân vận động: Sân vận động Cardiff City Lượng khán giả: 33.082 Trọng tài: Martin Atkinson |  |

| 26 tháng 4 năm 2019 36 | Liverpool                                   | 5–0      | Huddersfield Town | Liverpool                                                            |  |
| 20:00 BST              | Keïta 1' · Mané 23', 66' · Salah 45+1', 83' | Chi tiết |                   | Sân vận động: Anfield Lượng khán giả: 53.249 Trọng tài: Kevin Friend |  |

| 4 tháng 5 năm 2019 37 | Newcastle United                    | 2–3      | Liverpool                                           | Newcastle upon Tyne                                                           |  |
| 19:45 BST             | Atsu 20' · Schär 45+2' · Rondón 54' | Chi tiết | Van Dijk 13' · Salah 28' · Origi 86' · Milner 90+2' | Sân vận động: St James' Park Lượng khán giả: 52.206 Trọng tài: Andre Marriner |  |

| 12 tháng 5 năm 2019 38 | Liverpool     | 2–0      | Wolverhampton Wanderers | Liverpool                                                               |  |
| 15:00 BST              | Mané 17', 81' | Chi tiết | Bennett 49' · Jota 50'  | Sân vận động: Anfield Lượng khán giả: 53.331 Trọng tài: Martin Atkinson |  |

### Cúp FA
Lễ bốc thăm vòng thứ ba được thực hiện và trực tiếp trên BBC bởi Ruud Gullit và Paul Ince từ Stamford Bridge vào ngày 3 tháng 12 năm 2018.
| 7 tháng 1 năm 2019 Vòng 3 | Wolverhampton Wanderers | 2–1      | Liverpool              | Wolverhampton                                                                      |  |
| 19:45 GMT                 | Jiménez 38' · Neves 55' | Chi tiết | Milner 15' · Origi 51' | Sân vận động: Sân vận động Molineux Lượng khán giả: 25.849 Trọng tài: Paul Tierney |  |

### Cúp EFL
Kết quả bốc thăm vòng 3 diễn ra vào ngày 30 tháng 8 năm 2018 bởi David Seaman và Joleon Lescott.
| 26 tháng 9 năm 2018 Vòng 3 | Liverpool                                                                        | 1–2      | Chelsea                                                             | Liverpool                                                            |  |
| 19:45 BST                  | Milner 21' · Matip 26' · Sturridge 58' · Fabinho 56' · Keïta 78' · Henderson 90' | Chi tiết | Kovačić 50' · Emerson 79' · Hazard 85' · Moses 90+1' · Morata 90+5' | Sân vận động: Anfield Lượng khán giả: 45.503 Trọng tài: Kevin Friend |  |

### UEFA Champions League

#### Vòng bảng
Vào ngày 30 tháng 8 năm 2018, kết quả bốc thăm vòng bảng diễn ra ở Monaco.

| VT | Đội                 | ST | T | H | B | BT | BB | HS  | Đ  | Giành quyền tham dự                 |  | PAR | LIV | NAP | ZVE |
| -- | ------------------- | -- | - | - | - | -- | -- | --- | -- | ----------------------------------- |  | --- | --- | --- | --- |
| 1  | Paris Saint-Germain | 6  | 3 | 2 | 1 | 17 | 9  | +8  | 11 | Đi tiếp vào vòng đấu loại trực tiếp |  | —   | 2–1 | 2–2 | 6–1 |
| 2  | Liverpool           | 6  | 3 | 0 | 3 | 9  | 7  | +2  | 9  | Đi tiếp vào vòng đấu loại trực tiếp |  | 3–2 | —   | 1–0 | 4–0 |
| 3  | Napoli              | 6  | 2 | 3 | 1 | 7  | 5  | +2  | 9  | Chuyển qua Europa League            |  | 1–1 | 1–0 | —   | 3–1 |
| 4  | Red Star Belgrade   | 6  | 1 | 1 | 4 | 5  | 17 | −12 | 4  |                                     |  | 1–4 | 2–0 | 0–0 | —   |

1. 1 2  Bàn thắng trong tất cả các trận đấu bảng: Liverpool 9, Napoli 7.

| 18 tháng 9 năm 2018 1 | Liverpool                                                         | 3–2      | Paris Saint-Germain             | Liverpool, Anh                                                                    |  |
| 20:00 BST             | Van Dijk 27' · Sturridge 30' · Milner 36' (ph.đ.) · Firmino 90+2' | Chi tiết | Meunier 40', 45+1' · Mbappé 83' | Sân vận động: Anfield Lượng khán giả: 52.478 Trọng tài: Cüneyt Çakır (Thổ Nhĩ Kỳ) |  |

| 3 tháng 10 năm 2018 2 | Napoli                      | 1–0      | Liverpool    | Naples, Ý                                                                                      |  |
| 20:00 BST             | Koulibaly 25' · Insigne 90' | Chi tiết | Milner 45+2' | Sân vận động: Sân vận động San Paolo Lượng khán giả: 37.057 Trọng tài: Viktor Kassai (Hungary) |  |

| 24 tháng 10 năm 2018 3 | Liverpool                                            | 4–0      | Sao Đỏ Belgrade                                                          | Liverpool, Anh                                                               |  |
| 20:00 BST              | Firmino 20' · Salah 45', 51' (ph.đ.) · Mané 76', 80' | Chi tiết | Stojković 50' · Krstičić 55' · Jovičić 74' · Jovančić 86' · Gobeljić 88' | Sân vận động: Anfield Lượng khán giả: 53.024 Trọng tài: Daniel Siebert (Đức) |  |

| 6 tháng 11 năm 2018 4 | Sao Đỏ Belgrade            | 2–0      | Liverpool   | Belgrade, Serbia                                                                                      |  |
| 17:55 GMT             | Marin 6' · Pavkov 22', 29' | Chi tiết | Lallana 36' | Sân vận động: Sân vận động Sao Đỏ Lượng khán giả: 51.318 Trọng tài: Antonio Mateu Lahoz (Tây Ban Nha) |  |

| 28 tháng 11 năm 2018 5 | Paris Saint-Germain                           | 2–1      | Liverpool | Paris, Pháp                                                                                                   |  |
| 20:00 GMT              | Bernat 13' · Verratti 24' · Neymar 37', 90+4' | Chi tiết | Wijnaldum 17' · Gomez 34' · Milner 45+1' (ph.đ.) · Sturridge 84' · Van Dijk 90+1' · Robertson 90+3' · Keïta 90+5' | Sân vận động: Sân vận động Công viên các Hoàng tử Lượng khán giả: 46.880 Trọng tài: Szymon Marciniak (Ba Lan) |  |

| 11 tháng 12 năm 2018 6 | Liverpool                                                    | 1–0      | Napoli        | Liverpool, Anh                                                                   |  |
| 20:00 GMT              | Van Dijk 13' · Salah 34', 83' · Robertson 90+1' · Mané 90+3' | Chi tiết | Koulibaly 40' | Sân vận động: Anfield Lượng khán giả: 52.015 Trọng tài: Damir Skomina (Slovenia) |  |

#### Vòng đấu loại trực tiếp

##### Vòng 16 đội
Lễ bốc thăm vòng 16 đội được tổ chức vào ngày 17 tháng 12 năm 2018, 12:00 CET, tại trụ sở UEFA ở Nyon, Thụy Sĩ.
| 19 tháng 2 năm 2019 Lượt đi | Liverpool     | 0–0      | Bayern Munich | Liverpool, Anh                                                              |  |
| 20:00 GMT                   | Henderson 55' | Chi tiết | Kimmich 28'   | Sân vận động: Anfield Lượng khán giả: 52.250 Trọng tài: Gianluca Rocchi (Ý) |  |

| 13 tháng 3 năm 2019 Lượt về | Bayern Munich                               | 1–3 (TTS 1–3) | Liverpool                                                                | Munich, Đức                                                                      |  |
| 20:00 GMT                   | Matip 39' (l.n.) · Thiago 65' · Sanches 83' | Chi tiết      | Mané 26', 84' · Fabinho 43' · Matip 63' · Van Dijk 69' · Robertson 90+2' | Sân vận động: Allianz Arena Lượng khán giả: 68.145 Trọng tài: Daniele Orsato (Ý) |  |

##### Tứ kết
Lễ bốc thăm vòng tứ kết được tổ chức vào ngày 15 tháng 3 năm 2019, 12:00 CET, tại trụ sở UEFA ở Nyon, Thụy Sĩ.
| 9 tháng 4 năm 2019 Lượt đi | Liverpool              | 2–0      | Porto                   | Liverpool, Anh                                                                            |  |
| 20:00 BST                  | Keïta 5' · Firmino 26' | Chi tiết | Soares 17' · Felipe 61' | Sân vận động: Anfield Lượng khán giả: 52.465 Trọng tài: Antonio Mateu Lahoz (Tây Ban Nha) |  |

| 17 tháng 4 năm 2019 Lượt về | Porto                  | 1–4 (TTS 1–6) | Liverpool                                              | Porto, Bồ Đào Nha                                                                         |  |
| 20:00 BST                   | Pepe 36' · Militão 68' | Chi tiết      | Mané 26', 32' · Salah 65' · Firmino 77' · Van Dijk 84' | Sân vận động: Estádio do Dragão Lượng khán giả: 49.117 Trọng tài: Danny Makkelie (Hà Lan) |  |

##### Bán kết
| 1 tháng 5 năm 2019 Lượt đi | Barcelona                                                 | 3–0      | Liverpool   | Barcelona, Tây Ban Nha                                                          |  |
| 20:00 BST                  | Suárez 26', 81' · Lenglet 39' · Messi 75', 82' · Alba 86' | Chi tiết | Fabinho 81' | Sân vận động: Camp Nou Lượng khán giả: 98.299 Trọng tài: Björn Kuipers (Hà Lan) |  |

| 7 tháng 5 năm 2019 Lượt về | Liverpool                                                    | 4–0 (TTS 4–3) | Barcelona                                 | Liverpool, Anh                                                                    |  |
| 20:00 BST                  | Origi 7', 79' · Fabinho 11' · Wijnaldum 54', 56' · Matip 66' | Chi tiết      | Busquets 45+1' · Rakitić 53' · Semedo 75' | Sân vận động: Anfield Lượng khán giả: 55.212 Trọng tài: Cüneyt Çakır (Thổ Nhĩ Kỳ) |  |

##### Chung kết
| 1 tháng 6 năm 2019 Chung kết | Tottenham Hotspur | 0–2      | Liverpool                    | Madrid, Spain                                                                                |  |
| 20:00 BST                    |                   | Chi tiết | Salah 2' (ph.đ.) · Origi 87' | Sân vận động: Wanda Metropolitano Lượng khán giả: 63.272 Trọng tài: Damir Skomina (Slovenia) |  |

## Thống kê đội hình

### Số trận
Cầu thủ chưa đá trận nào không được liệt kê vào danh sách.
Tính đến ngày 1 tháng 6 năm 2019
| Số                                                                               | VT | QG          | Tên                     | Ngoại hạng Anh | Ngoại hạng Anh | Cúp FA | Cúp FA  | Cúp EFL | Cúp EFL | UCL  | UCL     | Tổng cộng | Tổng cộng |
| Số                                                                               | VT | QG          | Tên                     | Trận           | Bắt đầu        | Trận   | Bắt đầu | Trận    | Bắt đầu | Trận | Bắt đầu | Trận      | Bắt đầu   |
| -------------------------------------------------------------------------------- | -- | ----------- | ----------------------- | -------------- | -------------- | ------ | ------- | ------- | ------- | ---- | ------- | --------- | --------- |
| 3                                                                                | MF | Brasil      | Fabinho                 | 28             | 21             | 1      | 1       | 1       | 1       | 11   | 7       | 41        | 30        |
| 4                                                                                | DF | Hà Lan      | Virgil van Dijk         | 38             | 38             | 0      | 0       | 0       | 0       | 12   | 12      | 50        | 50        |
| 5                                                                                | MF | Hà Lan      | Georginio Wijnaldum     | 35             | 32             | 0      | 0       | 0       | 0       | 12   | 11      | 47        | 43        |
| 6                                                                                | DF | Croatia     | Dejan Lovren            | 13             | 11             | 1      | 1       | 1       | 1       | 3    | 2       | 18        | 15        |
| 7                                                                                | MF | Anh         | James Milner            | 31             | 19             | 1      | 1       | 1       | 1       | 12   | 10      | 45        | 31        |
| 8                                                                                | MF | Guinée      | Naby Keïta              | 25             | 16             | 1      | 1       | 1       | 1       | 6    | 4       | 33        | 22        |
| 9                                                                                | FW | Brasil      | Roberto Firmino         | 34             | 31             | 1      | 0       | 1       | 0       | 12   | 8       | 48        | 39        |
| 10                                                                               | FW | Sénégal     | Sadio Mané              | 36             | 35             | 0      | 0       | 1       | 1       | 13   | 13      | 50        | 49        |
| 11                                                                               | FW | Ai Cập      | Mohamed Salah           | 38             | 37             | 1      | 0       | 1       | 0       | 12   | 12      | 52        | 49        |
| 12                                                                               | DF | Anh         | Joe Gomez               | 16             | 12             | 0      | 0       | 0       | 0       | 9    | 5       | 25        | 17        |
| 13                                                                               | GK | Brasil      | Alisson                 | 38             | 38             | 0      | 0       | 0       | 0       | 13   | 13      | 51        | 51        |
| 14                                                                               | MF | Anh         | Jordan Henderson        | 32             | 21             | 0      | 0       | 1       | 0       | 11   | 8       | 44        | 29        |
| 15                                                                               | FW | Anh         | Daniel Sturridge        | 18             | 4              | 1      | 1       | 1       | 1       | 7    | 2       | 27        | 8         |
| 18                                                                               | DF | Tây Ban Nha | Alberto Moreno          | 2              | 2              | 1      | 1       | 1       | 1       | 1    | 0       | 5         | 4         |
| 20                                                                               | MF | Anh         | Adam Lallana            | 13             | 5              | 0      | 0       | 0       | 0       | 3    | 1       | 16        | 6         |
| 21                                                                               | MF | Anh         | Alex Oxlade-Chamberlain | 2              | 0              | 0      | 0       | 0       | 0       | 0    | 0       | 2         | 0         |
| 22                                                                               | GK | Bỉ          | Simon Mignolet          | 0              | 0              | 1      | 1       | 1       | 1       | 0    | 0       | 2         | 2         |
| 23                                                                               | MF | Thụy Sĩ     | Xherdan Shaqiri         | 24             | 11             | 1      | 1       | 1       | 1       | 4    | 2       | 30        | 15        |
| 26                                                                               | DF | Scotland    | Andrew Robertson        | 36             | 36             | 0      | 0       | 0       | 0       | 12   | 12      | 48        | 48        |
| 27                                                                               | FW | Bỉ          | Divock Origi            | 11             | 3              | 1      | 1       | 0       | 0       | 8    | 2       | 20        | 6         |
| 32                                                                               | DF | Cameroon    | Joël Matip              | 22             | 17             | 0      | 0       | 1       | 1       | 8    | 8       | 31        | 26        |
| 48                                                                               | MF | Anh         | Curtis Jones            | 0              | 0              | 1      | 1       | 0       | 0       | 0    | 0       | 1         | 1         |
| 51                                                                               | DF | Hà Lan      | Ki-Jana Hoever          | 0              | 0              | 1      | 0       | 0       | 0       | 0    | 0       | 1         | 0         |
| 64                                                                               | DF | Bồ Đào Nha  | Rafael Camacho          | 1              | 0              | 1      | 1       | 0       | 0       | 0    | 0       | 2         | 1         |
| 66                                                                               | DF | Anh         | Trent Alexander-Arnold  | 29             | 27             | 0      | 0       | 0       | 0       | 11   | 11      | 40        | 38        |
| Những cầu thủ được cho mượn/rời đi nhưng đã ra sân cho Liverpool trước khi ra đi |    |             |                         |                |                |        |         |         |         |      |         |           |           |
| 2                                                                                | DF | Anh         | Nathaniel Clyne         | 4              | 1              | 0      | 0       | 1       | 1       | 0    | 0       | 5         | 2         |

### Bàn thắng
Tính tất cả các trận đấu.
Tính đến ngày 1 tháng 6 năm 2019
| Hạng      | VT        | Số        | Cầu thủ                | Ngoại hạng Anh | Cúp FA | Cúp EFL | Champions League | Tổng cộng |
| --------- | --------- | --------- | ---------------------- | -------------- | ------ | ------- | ---------------- | --------- |
| 1         | FW        | 11        | Mohamed Salah          | 22             | 0      | 0       | 5                | 27        |
| 2         | FW        | 10        | Sadio Mané             | 22             | 0      | 0       | 4                | 26        |
| 3         | FW        | 9         | Roberto Firmino        | 12             | 0      | 0       | 4                | 16        |
| 4         | MF        | 7         | James Milner           | 5              | 0      | 0       | 2                | 7         |
| 4         | FW        | 27        | Divock Origi           | 3              | 1      | 0       | 3                | 7         |
| 6         | DF        | 4         | Virgil van Dijk        | 4              | 0      | 0       | 2                | 6         |
| 6         | MF        | 23        | Xherdan Shaqiri        | 6              | 0      | 0       | 0                | 6         |
| 8         | MF        | 5         | Georginio Wijnaldum    | 3              | 0      | 0       | 2                | 5         |
| 9         | FW        | 15        | Daniel Sturridge       | 2              | 0      | 1       | 1                | 4         |
| 10        | MF        | 8         | Naby Keïta             | 2              | 0      | 0       | 1                | 3         |
| 11        | MF        | 3         | Fabinho                | 1              | 0      | 0       | 0                | 1         |
| 11        | DF        | 6         | Dejan Lovren           | 1              | 0      | 0       | 0                | 1         |
| 11        | MF        | 14        | Jordan Henderson       | 1              | 0      | 0       | 0                | 1         |
| 11        | DF        | 32        | Joël Matip             | 1              | 0      | 0       | 0                | 1         |
| 11        | DF        | 66        | Trent Alexander-Arnold | 1              | 0      | 0       | 0                | 1         |
| Phản lưới | Phản lưới | Phản lưới | Phản lưới              | 3              | 0      | 0       | 0                | 3         |
| Tổng cộng | Tổng cộng | Tổng cộng | Tổng cộng              | 89             | 1      | 1       | 24               | 115       |

### Kiến tạo
Bao gồm tất cả các trận đấu khác. Không phải tất cả các bàn thắng đều có một pha kiến tạo. Các kiến tạo do WhoScored thẩm định.
Tính đến ngày 1 tháng 6 năm 2019
| Hạng | VT | Số áo | Cầu thủ                | Ngoại hạng Anh | Cúp FA | Cúp EFL | Champions League | Tổng cộng |
| ---- | -- | ----- | ---------------------- | -------------- | ------ | ------- | ---------------- | --------- |
| 1    | DF | 66    | Trent Alexander-Arnold | 12             | 0      | 0       | 3                | 15        |
| 2    | DF | 26    | Andrew Robertson       | 11             | 0      | 0       | 2                | 13        |
| 3    | FW | 11    | Mohamed Salah          | 8              | 0      | 0       | 2                | 10        |
| 4    | FW | 9     | Roberto Firmino        | 6              | 0      | 0       | 1                | 7         |
| 5    | MF | 7     | James Milner           | 4              | 0      | 0       | 2                | 6         |
| 6    | MF | 23    | Xherdan Shaqiri        | 3              | 0      | 0       | 2                | 5         |
| 7    | DF | 4     | Virgil van Dijk        | 2              | 0      | 0       | 2                | 4         |
| 7    | MF | 14    | Jordan Henderson       | 3              | 0      | 0       | 1                | 4         |
| 9    | MF | 3     | Fabinho                | 2              | 0      | 0       | 0                | 2         |
| 9    | FW | 10    | Sadio Mané             | 1              | 0      | 0       | 1                | 2         |
| 9    | FW | 15    | Daniel Sturridge       | 1              | 0      | 0       | 1                | 2         |
| 12   | MF | 8     | Naby Keïta             | 1              | 0      | 0       | 0                | 1         |
| 12   | FW | 27    | Divock Origi           | 1              | 0      | 0       | 0                | 1         |
| 12   | DF | 32    | Joël Matip             | 0              | 0      | 0       | 1                | 1         |

### Giữ sạch lưới
Tính đến ngày 1 tháng 9 năm 2019
| Số áo   | Cầu thủ | Ngoại hạng Anh | Champions League | Tổng số |
| ------- | ------- | -------------- | ---------------- | ------- |
| 13      | Alisson | 21             | 6                | 27      |
| Tổng số | Tổng số | 21             | 6                | 27      |

### Thẻ phạt
Tính đến ngày 1 tháng 6 năm 2019
| Số        | VT        | Tên                    | Ngoại hạng Anh | Ngoại hạng Anh | Cúp FA   | Cúp FA | Cúp EFL  | Cúp EFL | UCL      | UCL    | Tổng số  | Tổng số |
| Số        | VT        | Tên                    | Thẻ vàng       | Thẻ đỏ         | Thẻ vàng | Thẻ đỏ | Thẻ vàng | Thẻ đỏ  | Thẻ vàng | Thẻ đỏ | Thẻ vàng | Thẻ đỏ  |
| --------- | --------- | ---------------------- | -------------- | -------------- | -------- | ------ | -------- | ------- | -------- | ------ | -------- | ------- |
| 3         | MF        | Fabinho                | 6              | 0              | 0        | 0      | 1        | 0       | 3        | 0      | 10       | 0       |
| 4         | DF        | Virgil van Dijk        | 1              | 0              | 0        | 0      | 0        | 0       | 3        | 0      | 4        | 0       |
| 5         | MF        | Georginio Wijnaldum    | 3              | 0              | 0        | 0      | 0        | 0       | 1        | 0      | 4        | 0       |
| 6         | DF        | Dejan Lovren           | 1              | 0              | 0        | 0      | 0        | 0       | 0        | 0      | 1        | 0       |
| 7         | MF        | James Milner           | 7              | 1              | 1        | 0      | 1        | 0       | 1        | 0      | 10       | 1       |
| 8         | MF        | Naby Keïta             | 0              | 0              | 0        | 0      | 1        | 0       | 1        | 0      | 2        | 0       |
| 10        | FW        | Sadio Mané             | 2              | 0              | 0        | 0      | 0        | 0       | 1        | 0      | 3        | 0       |
| 11        | FW        | Mohamed Salah          | 1              | 0              | 0        | 0      | 0        | 0       | 1        | 0      | 2        | 0       |
| 12        | DF        | Joe Gomez              | 2              | 0              | 0        | 0      | 0        | 0       | 1        | 0      | 3        | 0       |
| 13        | GK        | Alisson                | 1              | 0              | 0        | 0      | 0        | 0       | 0        | 0      | 1        | 0       |
| 14        | MF        | Jordan Henderson       | 3              | 1              | 0        | 0      | 1        | 0       | 1        | 0      | 5        | 1       |
| 15        | FW        | Daniel Sturridge       | 1              | 0              | 0        | 0      | 0        | 0       | 1        | 0      | 2        | 0       |
| 20        | MF        | Adam Lallana           | 1              | 0              | 0        | 0      | 0        | 0       | 1        | 0      | 2        | 0       |
| 23        | MF        | Xherdan Shaqiri        | 2              | 0              | 0        | 0      | 0        | 0       | 0        | 0      | 2        | 0       |
| 26        | DF        | Andrew Robertson       | 4              | 0              | 0        | 0      | 0        | 0       | 3        | 0      | 7        | 0       |
| 32        | DF        | Joël Matip             | 3              | 0              | 0        | 0      | 1        | 0       | 2        | 0      | 6        | 0       |
| 66        | DF        | Trent Alexander-Arnold | 3              | 0              | 0        | 0      | 0        | 0       | 0        | 0      | 3        | 0       |
| Tổng cộng | Tổng cộng | Tổng cộng              | 41             | 2              | 1        | 0      | 5        | 0       | 17       | 0      | 67       | 2       |

## Giải thưởng

### Giải thưởng cá nhân
Do lịch trình bận rộn của Liverpool, câu lạc bộ đã quyết định không tổ chức Lễ trao giải Cầu thủ thường niên trong năm nay. Cầu thủ giành Giải thưởng của Liverpool F.C. năm 2019 đã được công bố vào ngày 27 tháng 5 sau một cuộc bỏ phiếu trực tuyến.
- Standard Chartered Bank Cầu thủ đội một của năm: Virgil van Dijk
- Cầu thủ xuất sắc nhất của đội một: Virgil van Dijk
- Bàn thắng đội một của mùa giải: Mohamed Salah v Chelsea (14 tháng 4 năm 2019)

### GiảiStandard Chartered Cầu thủ xuất sắc nhất thángLiverpool
Giải cầu thủ của tháng được bình chọn bởi người hâm mộ trên Liverpoolfc.com
| Tháng    | Cầu thủ                | Ref     |
| -------- | ---------------------- | ------- |
| Tháng 8  | Virgil van Dijk        | [ 116 ] |
| Tháng 9  | Daniel Sturridge       | [ 117 ] |
| Tháng 10 | Mohamed Salah          | [ 118 ] |
| Tháng 11 | Trent Alexander-Arnold | [ 119 ] |
| Tháng 12 | Mohamed Salah          | [ 120 ] |
| Tháng 1  | Sadio Mané             | [ 121 ] |
| Tháng 2  | Virgil van Dijk        | [ 122 ] |
| Tháng 3  | Sadio Mané             | [ 123 ] |
| Tháng 4  | Mohamed Salah          | [ 124 ] |